# Nagoya
Nagoya (jap. 名古屋市, -shi) ist eine Großstadt, Hafenstadt und Verwaltungssitz der japanischen Präfektur Aichi auf Honshū am Pazifik (Japan).
Nagoya ist mit 2,3 Mio. Einwohnern nach Tokio, Yokohama und Osaka viertgrößtes japanisches Industriezentrum und sportlich hauptsächlich durch den Baseballverein Chūnichi Dragons und den Fußballverein Nagoya Grampus Eight bekannt.

## Geografie
Nagoya erstreckt sich nördlich der Ise-Bucht über den zentralen Teil der ausgedehnten und fruchtbaren Nōbi-Ebene. Die höchste Erhebung ist daher der 198,3 m hohe Hügel Tōgoku-san (東谷山) im äußersten Nordosten der Stadt auf der Grenze zu Seto.
Der wichtigste Fluss der Stadt ist der Fluss 1. Ordnung Shōnai-gawa mit seinen vielen Nebenflüssen, sowie die Flusssysteme 2. Ordnung des Tempaku-gawa (天白川) und Nikkō-gawa (日光川).
Die Metropolregion Nagoya (名古屋圏, ~-ken) bzw. Chūkyō (中京[圏], ~-ken, dt. etwa: „[Region] zwischen den Hauptstädten“ in Bezugnahme auf Tokio und die frühere Hauptstadt Japans Kyōto), die sich um die gesamte Ise-Bucht herum und damit auch in die Präfekturen Gifu und Mie erstreckt, umfasst 7072 km² mit 9,1 Mio. Einwohnern (2015) und ist die drittgrößte Japans nach den Metropolregionen Tokyo-Yokohama und Kyoto-Osaka-Kobe.

### Stadtgliederung
Nagoya gliedert sich in 16 Stadtbezirke (-ku)

Die 16 Stadtbezirke Nagoyas

| Code mit Prüfziffer | Name        | Name     | Fläche (in km²) | Bevölkerung | Bevölkerungs- dichte (Ew./km²) |          |
| Code mit Prüfziffer | Rōmaji,     | Kanji    | 1.10.20171      | 1.10.20182  | 1.10.20153                     |          |
| ------------------- | ----------- | -------- | --------------- | ----------- | ------------------------------ | -------- |
| 23101-1             | Chikusa-ku  | 千種区   | 18,18           | 166.070     | 164.696                        | 9059,19  |
| 23102-9             | Higashi-ku  | 東区     | 7,71            | 80.568      | 78.043                         | 10122,31 |
| 23103-7             | Kita-ku     | 北区     | 17,53           | 163.712     | 163.579                        | 9331,37  |
| 23104-5             | Nishi-ku    | 西区     | 17,93           | 149.830     | 149.098                        | 8315,56  |
| 23105-3             | Nakamura-ku | 中村区   | 16,30           | 135.075     | 133.206                        | 8172,15  |
| 23106-1             | Naka-ku     | 中区     | 9,38            | 88.856      | 83.203                         | 8870,26  |
| 23107-0             | Showa-ku    | 昭和区   | 10,94           | 109.596     | 107.170                        | 9796,16  |
| 23108-8             | Mizuho-ku   | 瑞穂区   | 11,22           | 107.197     | 105.357                        | 9390,11  |
| 23109-6             | Atsuta-ku   | 熱田区   | 8,20            | 66.162      | 65.895                         | 8035,98  |
| 23110-0             | Nakagawa-ku | 中川区   | 32,02           | 220.660     | 220.281                        | 6879,48  |
| 23111-8             | Minato-ku   | 港区     | 45,64           | 144.198     | 146.745                        | 3215,27  |
| 23112-6             | Minami-ku   | 南区     | 18,46           | 136.451     | 136.935                        | 7417,93  |
| 23113-4             | Moriyama-ku | 守山区   | 34,01           | 175.471     | 172.845                        | 5082,18  |
| 23114-2             | Midori-ku   | 緑区     | 37,91           | 246.273     | 241.822                        | 6378,84  |
| 23115-1             | Meito-ku    | 名東区   | 19,45           | 165.589     | 164.080                        | 8435,99  |
| 23116-9             | Tempaku-ku  | 天白区   | 21,58           | 164.653     | 162.683                        | 7538,6   |
| 23100-2             | Nagoya-shi  | 名古屋市 | 326,45          | 2.320.361   | 2.295.638                      | 7032,13  |

### Klimatabelle
|                       | Jan  | Feb  | Mär   | Apr   | Mai   | Jun   | Jul   | Aug   | Sep   | Okt   | Nov  | Dez  |   |         |
| Mittl. Tagesmax. (°C) | 9,0  | 10,1 | 13,9  | 19,9  | 24,1  | 27,2  | 30,8  | 32,8  | 28,6  | 22,8  | 17,0 | 11,6 | ⌀ | 20,7    |
| Mittl. Tagesmin. (°C) | 0,8  | 1,1  | 4,2   | 9,6   | 14,5  | 19,0  | 23,0  | 24,3  | 20,7  | 14,1  | 8,1  | 3,1  | ⌀ | 11,9    |
|                       |      |      |       |       |       |       |       |       |       |       |      |      |   |         |
| Niederschlag (mm)     | 48,4 | 65,6 | 121,8 | 124,8 | 156,5 | 201,0 | 203,6 | 126,3 | 234,4 | 128,3 | 79,7 | 45,0 | Σ | 1.535,4 |
|                       |      |      |       |       |       |       |       |       |       |       |      |      |   |         |
| Sonnenstunden (h/d)   | 5,6  | 6,1  | 6,6   | 6,2   | 6,7   | 5,2   | 5,4   | 6,8   | 5,1   | 5,5   | 5,7  | 5,4  | ⌀ | 5,9     |
|                       |      |      |       |       |       |       |       |       |       |       |      |      |   |         |
| Regentage (d)         | 5,3  | 6,3  | 9,3   | 9,2   | 10,2  | 11,7  | 12,2  | 7,7   | 10,5  | 8,7   | 6,2  | 5,5  | Σ | 102,8   |
|                       |      |      |       |       |       |       |       |       |       |       |      |      |   |         |
| Luftfeuchtigkeit (%)  | 65   | 64   | 61    | 65    | 68    | 74    | 78    | 74    | 75    | 70    | 68   | 67   | ⌀ | 69,1    |

| 0,8 |

| 1,1 |

| 4,2 |

| 9,6 |

| 14,5 |

| 19,0 |

| 23,0 |

| 24,3 |

| 20,7 |

| 14,1 |

| 8,1 |

| 3,1 |

| 0,8 |

| 1,1 |

| 4,2 |

| 9,6 |

| 14,5 |

| 19,0 |

| 23,0 |

| 24,3 |

| 20,7 |

| 14,1 |

| 8,1 |

| 3,1 |

### Angrenzende Städte und Gemeinden
Präfektur Aichi
- Kasugai
- Seto
- Kiyosu
- Tōkai
- Nisshin
- Owariasahi
- Toyoake
- Kitanagoya
- Ama
- Ōbu
- Toyoyama
- Ōharu
- Nagakute
- Tōgō
- Tobishima
- Kanie

## Geschichte

### Name
Die zur Schreibung des Ortsnamens genutzten Schriftzeichen lassen sich wörtlich als „namhaftes, altes Haus“ lesen. Diese sind jedoch Ateji, d. h. sie wurden hauptsächlich ihrer Aussprache wegen gewählt, um einen bereits vorher vorhandenen gleichlautenden Begriff zu schreiben, dessen Bedeutung heute nicht mehr bekannt ist.
So findet sich als ältester Beleg für den Ortsnamen in der späten Heian-Zeit das Lehen (shōen) Nagoya-shō (那古野荘), das im Besitz von Taira no Shigeko (Kenshū-mon’in; 1142–1176) war, einer Frau des Tennōs Go-Shirakawa und Mutter des Tennōs Takakura.
Später wurde zur Bezeichnung des Herrenhauses statt des Schriftzeichens 野 ‚Feld, Grasland‘ das gleichlautende 屋 ‚Haus‘ verwandt. Alternative Schreibweisen neben diesem 那古屋 waren auch 名護屋 und 名古屋, wobei letztere sich später durchsetzte. Dieses Herrenhaus lag im heutigen Stadtteil Nagono des Bezirks Nishi-ku. Für 那古野 kam zur Unterscheidung als Aussprache eben jenes Nagono auf, bei dem das letzte Schriftzeichen in der japanischen Lesung no, statt wie die anderen beiden in sinojapanischer Lesung ya gesprochen wurde. Die frühere Aussprache für diese Schreibweise findet sich noch im Namen des Nagoya-Schreins (那古野神社, Nagoya-jinja).
Nach dem Bau der Burg Nagoya erhielt auch die umgebende Burgstadt (jōkamachi) diesen Namen, während unabhängig davon südwestlich das Dorf Nagono eigenständig fortbestand, bis es im August 1898 eingemeindet wurde.
Eine historische Bezeichnung für Nagoya war auch Hōsa (蓬左), was „links des Atsuta-Schrein“ meint, der auch mit der mythologischen Insel Hōrai gleichgesetzt wurde.

### Mittelalter

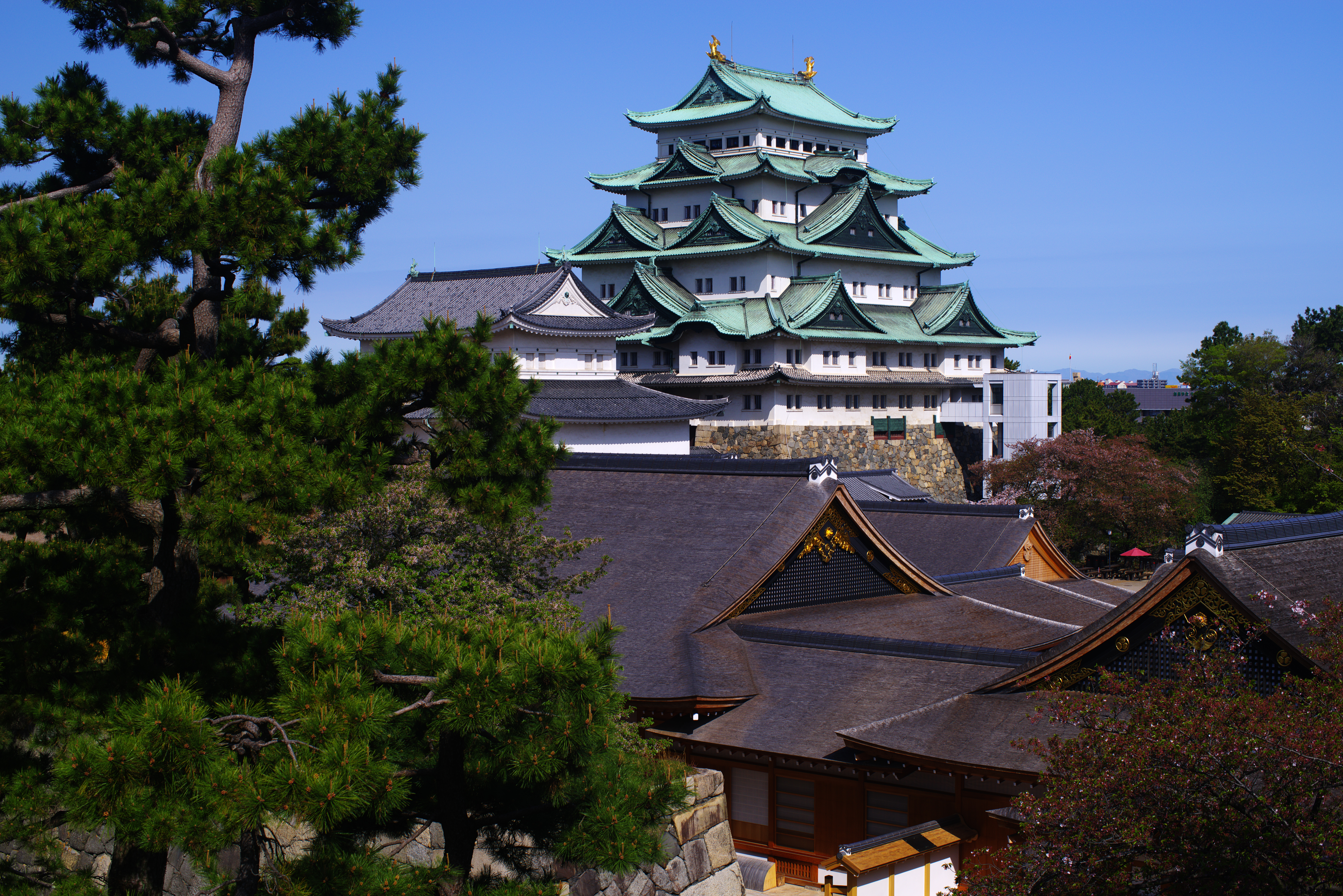
Burg Nagoya

Die Stadt war schon im Mittelalter als Handelszentrum und Hauptort der Provinz Owari bekannt. Oda Nobunaga wurde 1534 in der Burg Nagono, Vorgängerin der Burg Nagoya, geboren. 1555 zog er in die Burg Kiyosu um und verlagerte damit das Machtzentrum in Zentraljapan nach Kiyosu. 1610 wurde die Burg von Nagoya von Tokugawa Ieyasu wieder aufgebaut. Anschließend wurde Nagoya wieder zum eindeutigen Zentrum Owaris. Nachdem die Familie Tokugawa ihre Macht als Shōgun gesichert hatte, gab der erste Shōgun Tokugawa Ieyasu die Stadt Nagoya an seinen 7. Sohn weiter.

### Moderne
Von den historischen Bauten überstanden nur wenige den Krieg. Die meisten wurden im Zweiten Weltkrieg bei den Luftangriffen auf Nagoya insbesondere am 14./17. Mai 1945 völlig zerstört. Die Burg wurde 1959 teilweise wieder aufgebaut, der Burgturm ist berühmt für seine beiden circa 2 m hohen vergoldeten Shachi (鯱) an den Giebelenden. Der Kulturschatz des Owari-Zweiges der Tokugawa-Familie wird heute im privaten Tokugawa-Kunstmuseum ausgestellt. In dieser bedeutenden Kunstsammlung aus allen Kulturepochen befinden sich eine Reihe von Nationalschätzen.
Am 26. September 1959 wurde der Südteil der Stadt durch den Ise-wan-Taifun verwüstet.

### Eingemeindungen
Am 20. Dezember 1878 wurde die Stadt zur Verwaltungseinheit Nagoya-ku (名古屋区), die zum 1. April 1889 mit der Einführung des modernen japanischen Gemeindewesens zur heutigen Nagoya-shi wurde. Damals betrug die Gemeindefläche 13,34 km². Die erste Gebietsvergrößerung fand am 23. März 1896 statt mit Teilen (0,80 km²) des Dorfes (mura) Gokizō (御器所村). Am 22. August 1898 wurde das Dorf Nagono (那古野村) und Teile von Furusawa (古沢村) eingemeindet (beide zusammen 2,15 km²), sowie am 1. Juni 1907 die kreisangehörige Stadt (chō) Atsuta (熱田町; 1,25 km²), die damals auch die restlichen Teile von Furusawa erhielt. Einen Monat später am 16. Juli folgten Teile (14,39 km²) von Ousu (小碓町), sowie am 1. Oktober 1909 wiederum Teile von Gokizō als auch von Chikusa (千種町), beide 1,27 km². Am 22. August 1921 fand eine Eingemeindungswelle statt bei der mehr als die Hälfte der Gemeinden des Landkreises Aichi, sowie mehrere aus dem Landkreis Nishikasugai komplett eingemeindet wurden. Diese waren
- Arako (荒子村),
- Tokiwa (常盤村),
- Nakamura (中村),
- Aichi (愛知町),
- Yahata (八幡村),
- Yobitsugi (呼続町),
- Kasadera (笠寺村; am 20. Februar bereits Teile davon),
- Ousu,
- Gokizō,
- Chikusa,
- Higashiyama (東山村),
- Rokugō (六郷村),
- Shimizu (清水町),
- Sugimura (杉村),
- Kinjō (金城村) und
- Biwajima (枇杷島町).

Das Stadtgebiet wuchs um mehr als das Dreifache von 38,26 auf 149,56 km². Am 3. März 1928 kam der Ortsteil Yagoto (八事; 0,01 km²) aus Tempaku (天白村) hinzu, am 15. Juni 1930 Teile (0,01 km²) von Shōnai (庄内町) und am 15. Juli 1931 Teile (<0,01 km²) von Shimonoisshiki (下之一色町). Der Rest von letzteren beiden folgte dann gemeinsam mit Hogino (萩野村) am 1. März 1937, insgesamt 8,84 km². Während der Kriegszeit erfolgten keine weiteren Eingemeindungen, die erst wieder 1950 begannen – am 5. April Itaka (猪高村) und das verbliebene Tempaku (beide zusammen 43,71 km²), 
sowie am 1. Oktober Kusunoki (楠村), Yamada (山田村), Tomita (富田町) und Nan’yō (南陽町) – alle vier zusammen 42,09 km². 1963 folgte am 15. Februar die kreisfreie Stadt Moriyama (守山市; 34,01 km²) und am 1. April Narumi (鳴海町; 26,30 km²). Die letzte Eingemeindung fand am 1. Dezember 1964 mit Ōdaka (大高町) und Arimatsu (有松町) statt – beide zusammen 11,39 km².

## Politik und Verwaltung
- KPJ: 3
- Nagoya Minshu (Demokrat[en] Nagoya; mit KDP, DVP): 17
- Weitere 1-Mitglied-Fraktionen (inkl. Ishin): 2
- Kōmeitō: 12
- LDP: 21
- Drei von Genzei abgespaltene Kleinfraktionen: 4
- Genzei: 9

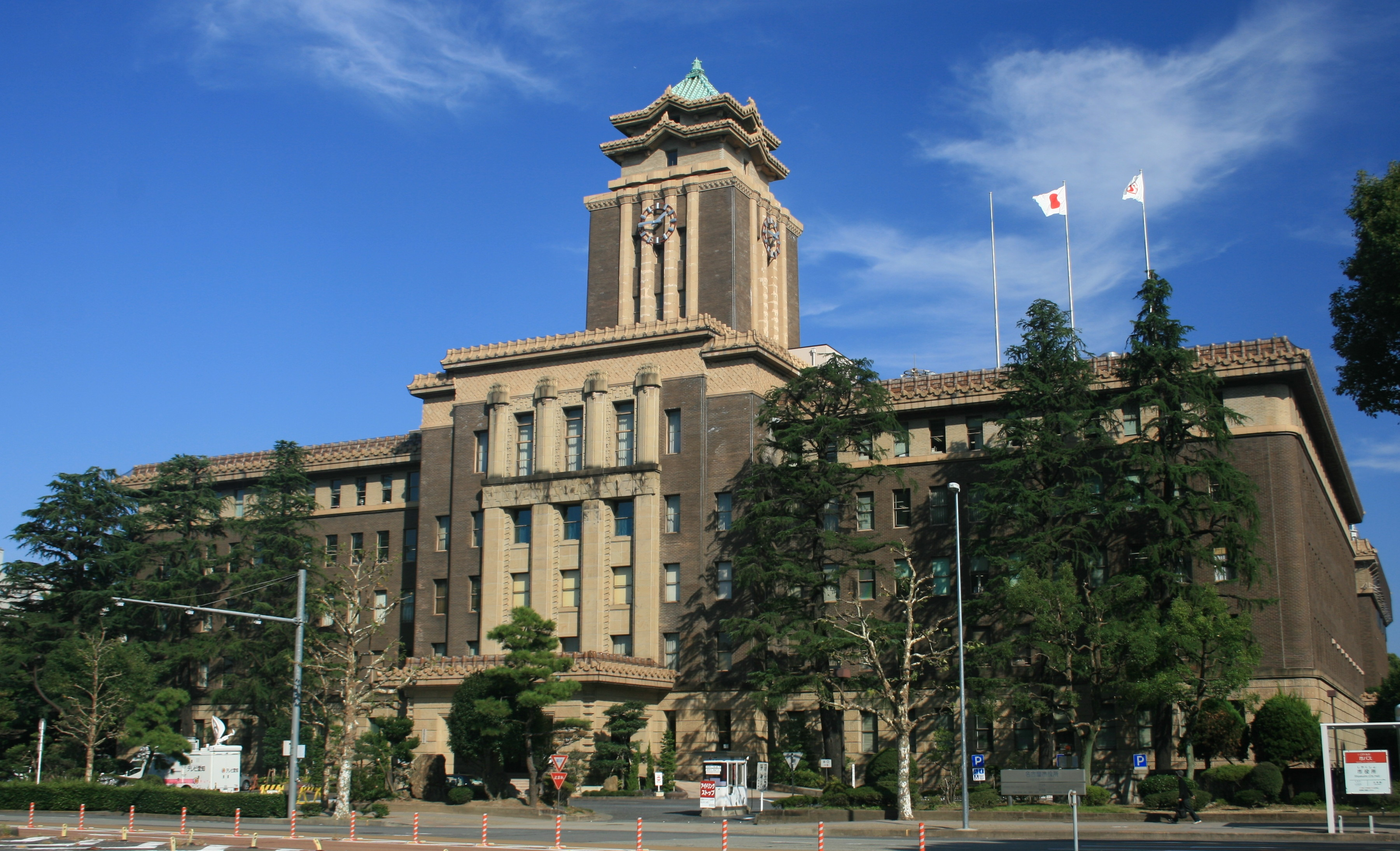
Rathaus von Nagoya

Zum Nachfolger von Takashi Kawamura als Bürgermeister von Nagoya wurde im November 2024 sein früherer Vizebürgermeister Ichirō Hirosawa gewählt. Mit 53,4 % der Stimmen und Wahlempfehlungen von Konservativer Partei Japans (Nippon Hoshutō) und Genzei Nippon, Kawamuras National- und Regionalpartei, setzte er sich gegen den von etablierten bürgerlichen Parteien (LDP, KDP, Kōmeitō, DVP) unterstützten vorherigen DVP-Oberhausabgeordneten für Aichi, Kōhei Ōtsuka (35,6 %), die KPJ-gestützte Keiko Ogata (7,3 %) und vier weitere Kandidaten durch. Die Wahlbeteiligung sank auf 39,6 %. Die Wahl war nötig geworden, nachdem der einstige Demokrat Kawamura nach 15 Jahren als Bürgermeister bei der Unterhauswahl im Oktober 2024 für die Konservative Partei in die Nationalpolitik zurückgekehrt war.
Der 68-köpfige Stadtrat (Nagoya-shikai) wurde bei den einheitlichen Regionalwahlen im April 2023 neu gewählt. Die Liberaldemokratische Partei blieb mit 20 Sitzen stärkste Partei, die Genzei Nippon legte auf 14 Sitze zu und wurde damit wieder zweitstärkste Partei, die KDP gewann 13 Sitze, die Kōmeitō 12.
Ins 102 Mitglieder starke Präfekturparlament von Aichi wählen die Stadtbezirke von Nagoya insgesamt 31 Abgeordnete. 11 Bezirke sind Zweimandatswahlkreise, in denen eine Sitzteilung zwischen den beiden stärksten Lagern wahrscheinlich ist. Präfekturparlamentswahlen in Aichi finden ebenfalls im einheitlichen Wahlzyklus statt.
Die Stadt Nagoya, wie ganz Aichi vor der Wahlniederlage 2012 und den folgenden Parteispaltungen lange eine Hochburg der Demokratischen Partei, erstreckt sich in fünf Wahlkreise (Aichi 1 bis 5) für das nationale Unterhaus, Aichi 5 umfasst seit 2024 auch die Stadt Kiyosu. Bei der Unterhauswahl 2024 gewann Kawamura seinen alten Wahlkreis 1 für die Konservative Partei, andere ehemalige Demokraten die anderen vier (KDP 3, DVP 1), die LDP blieb erstmals seit 2009 ohne Sitz.

### Nagoya-Protokoll
Das Nagoya-Protokoll ist ein am 29. Oktober 2010 in Nagoya beschlossenes internationales Umweltabkommen zur Umsetzung der Ziele der UN-Konvention über die biologische Vielfalt, das am 12. Oktober 2014 in Kraft trat. Es regelt den Zugang zu genetischen Ressourcen und gerechten Vorteilsausgleich.

## Partnerstädte

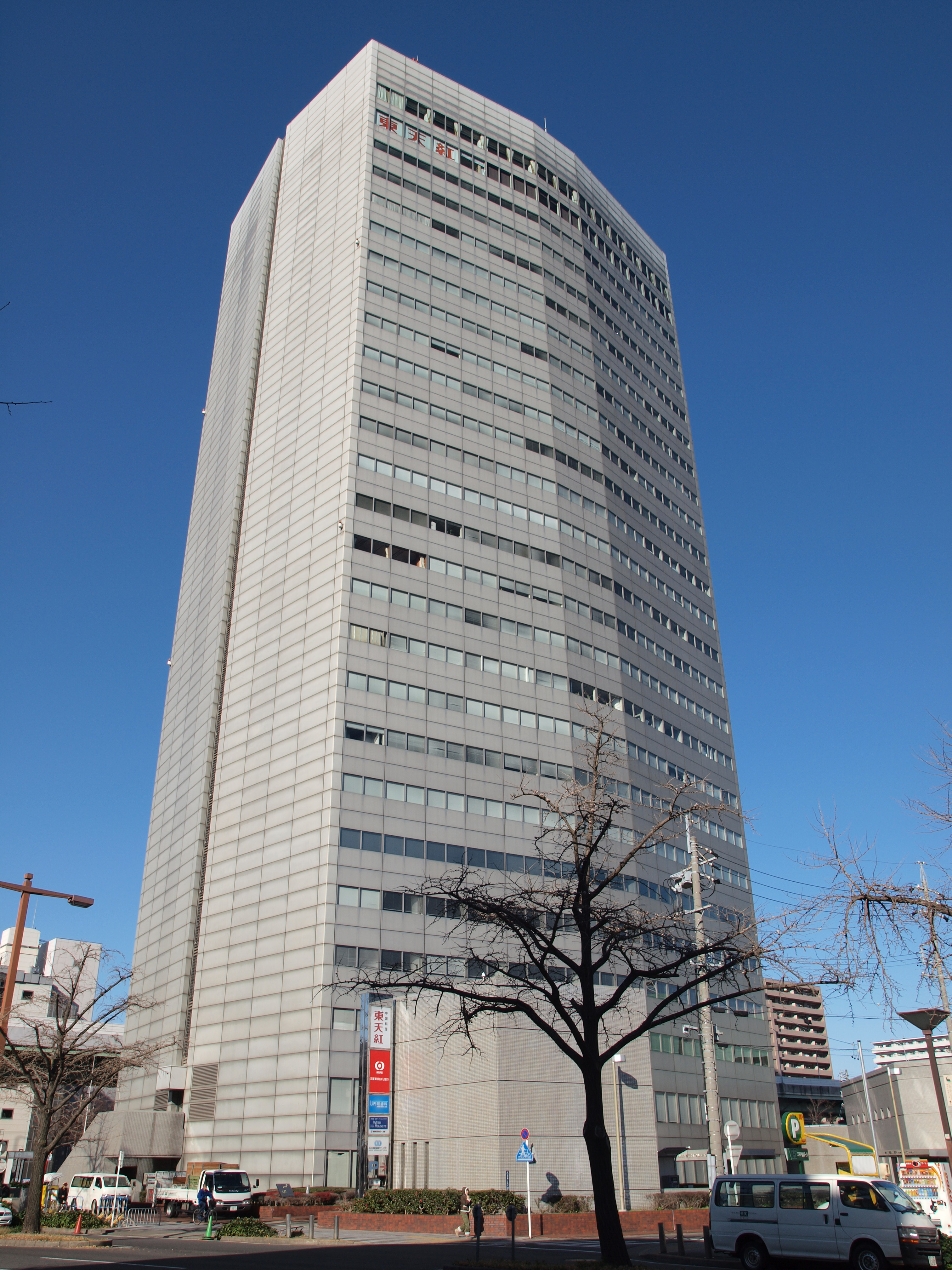
Nagoya International Center

- Los Angeles, USA (seit 1959)
- Mexiko-Stadt, Mexiko (seit 1978)
- Nanjing, Volksrepublik China (seit 1978)
- Sydney, Australien (seit 1980)
- Turin, Italien (seit 2005)
- Reims, Frankreich (seit 2017)
- Taichung, Taiwan (seit 2019)
- Taschkent, Usbekistan (seit 2019)

## Wirtschaft
Laut einer Studie aus dem Jahr 2014 erwirtschafte der Großraum Nagoya ein Bruttoinlandsprodukt von 364 Milliarden US-Dollar (KKB). In der Rangliste der wirtschaftsstärksten Metropolregionen weltweit belegte sie damit den 22. Platz und den dritten Rang in Japan hinter Tokio und der Region Osaka-Kobe.

### Industrie
Wichtigste Wirtschaftszweige sind die Automobil- und Maschinenbauindustrie. Der Großkonzern Toyota residiert in der nahegelegenen gleichnamigen Stadt Toyota. Auch weitere Hersteller wie die Toyota-Tochter Lexus und Zulieferer wie Denso, Aisin Seiki und das mittlerweile auf Zündkerzen spezialisierte ursprüngliche Keramikunternehmen NGK Spark Plug sowie dessen Ableger NGK Insulators residieren im Großraum um Nagoya. Ein weiteres Unternehmen aus Nagoya von Weltruf ist der vor allem für Drucker und Faxgeräte bekannte Hersteller Brother Industries. Eine jüngere Gründung in Nagoya ist die Mitsubishi Aircraft Corporation.

### Finanzwirtschaft
Eine der japanischen Wertpapierbörsen sitzt weiter im gleichnamigen Nagoya: die Nagoya Stock Exchange.

## Bildung

### Universität
In Nagoya befinden sich die Universität Nagoya und die Städtische Universität Nagoya. Daneben besteht die private Nanzan-Universität, die von den Steyler Missionaren gegründet wurde und durch das Center for Japanese Studies (CJS) größere Bekanntheit erlangt hat.

## Verkehr
Nagoya hat ein aus 6 Linien bestehendes U-Bahn-Netz. Die beiden größten Eisenbahngesellschaften sind JR Central und Meitetsu, bedeutend ist ebenfalls Kintetsu. Der zentrale Eisenbahnknotenpunkt ist der Bahnhof Nagoya mit den JR Central Towers, er gilt als höchstes Bahnhofsgebäude der Welt.
Als Zentrum der Autoindustrie hat Nagoya für japanische Verhältnisse sehr gut ausgebaute Straßen, entsprechend hoch ist der Anteil des privaten Autos am Gesamtverkehr (ca. 70 % gegenüber 30–50 % in anderen japanischen Metropolen). Das Gebiet der Stadt wird vom Nagoya-Autobahnnetz umgeben.
Am 17. Februar 2005 wurde der neue Flughafen Central Japan International Airport, genannt Centrair, auf einer künstlichen Insel im Meer vor der Stadt Tokoname eröffnet, der weitgehend den alten Flughafen Nagoya ersetzt. Der Flughafen wurde anlässlich der Expo 2005 gebaut. 

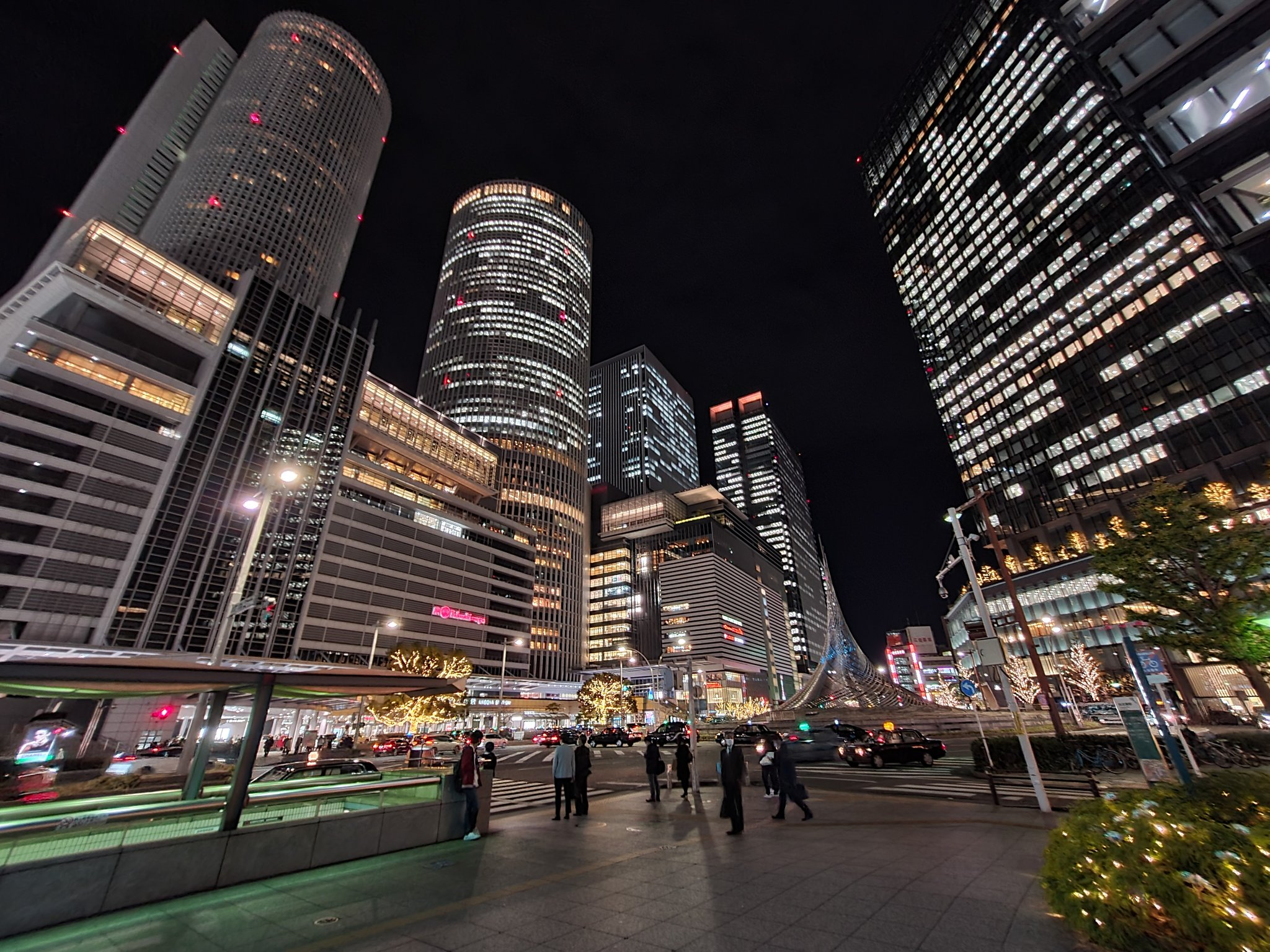
Bahnhof Nagoya (Meieki)
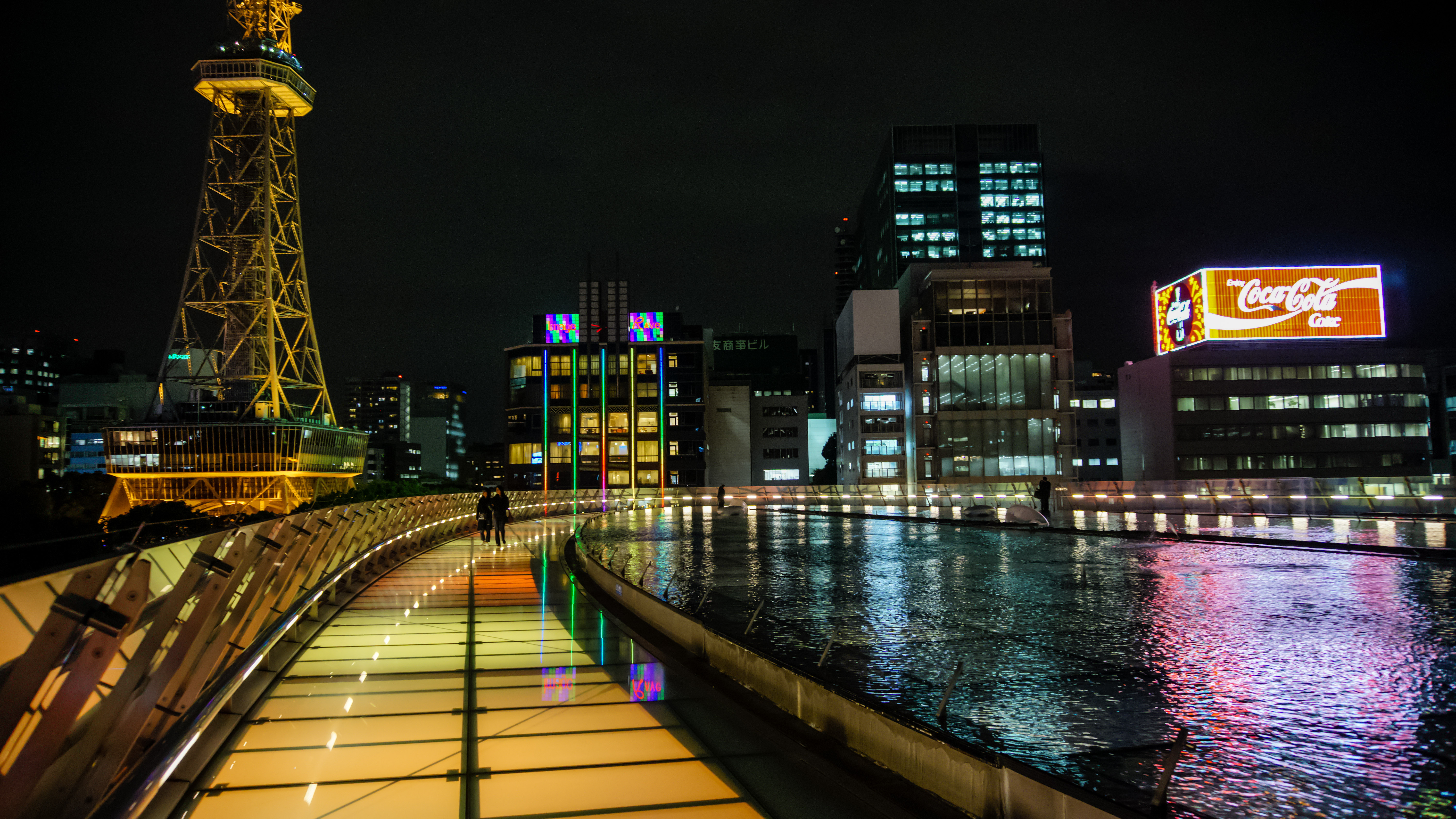
Oasis 21 (Sakae)
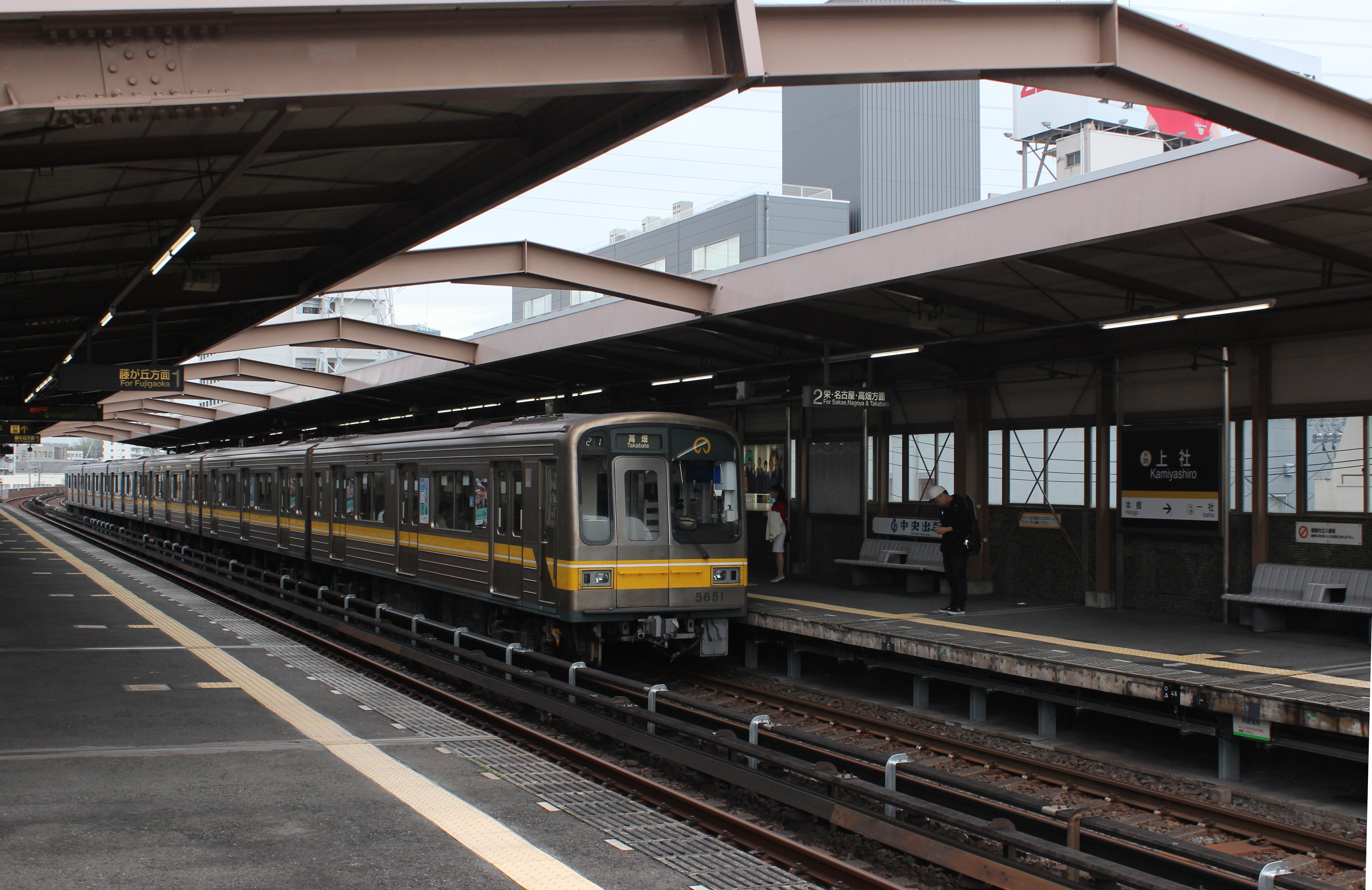
U-Bahn Nagoya
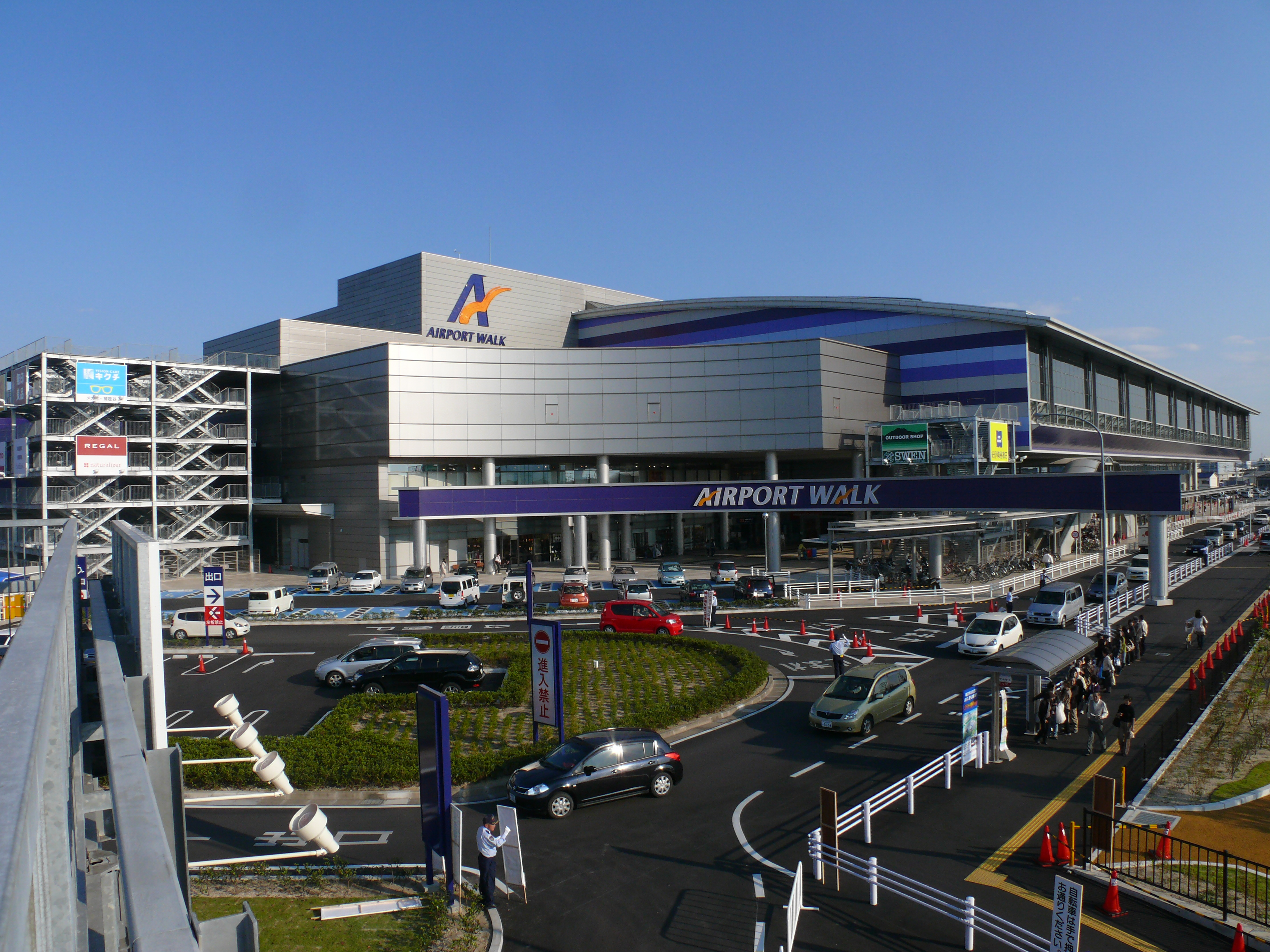
Flughafen Nagoya
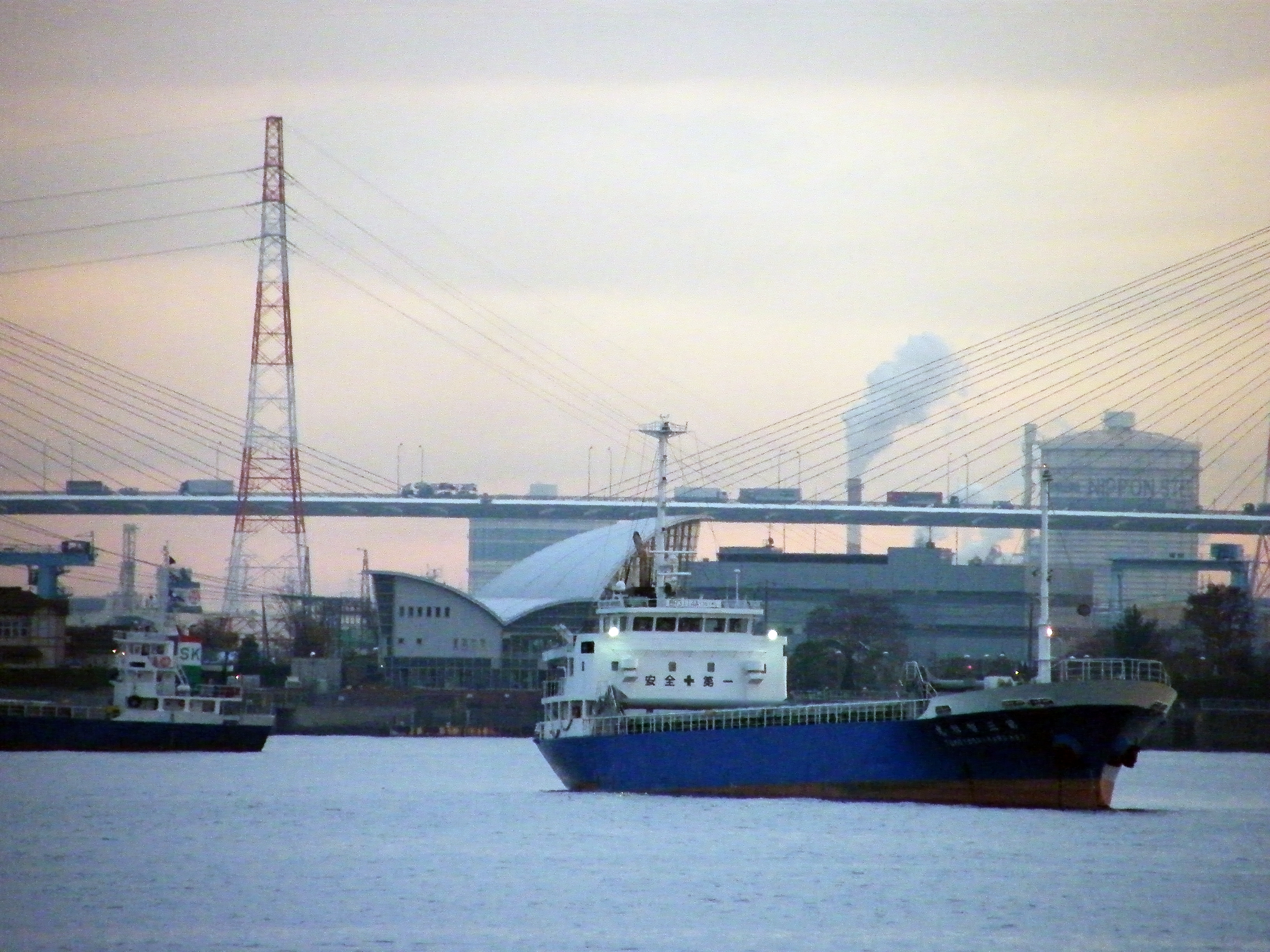
Hafen Nagoya
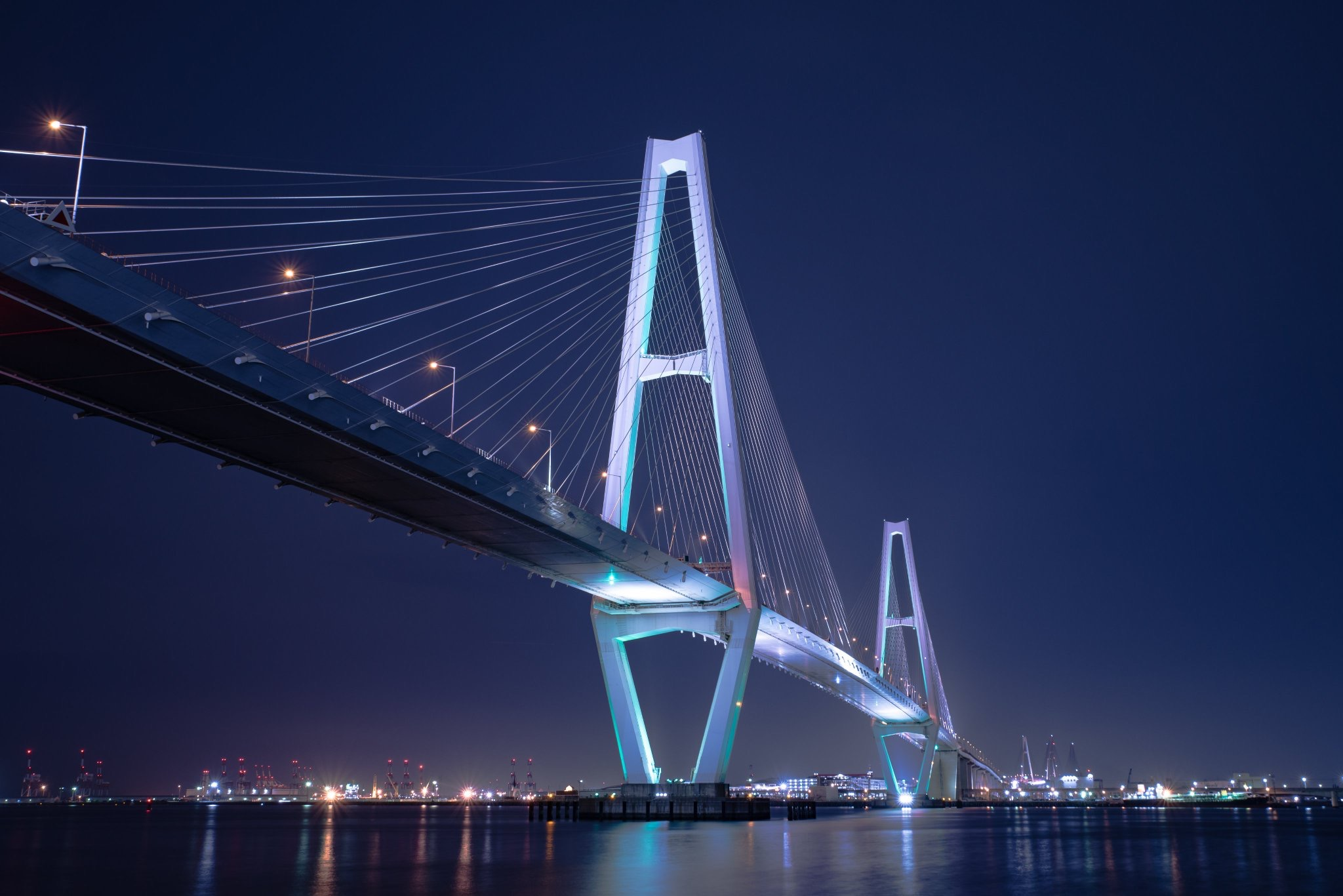
Isewangan-Autobahn
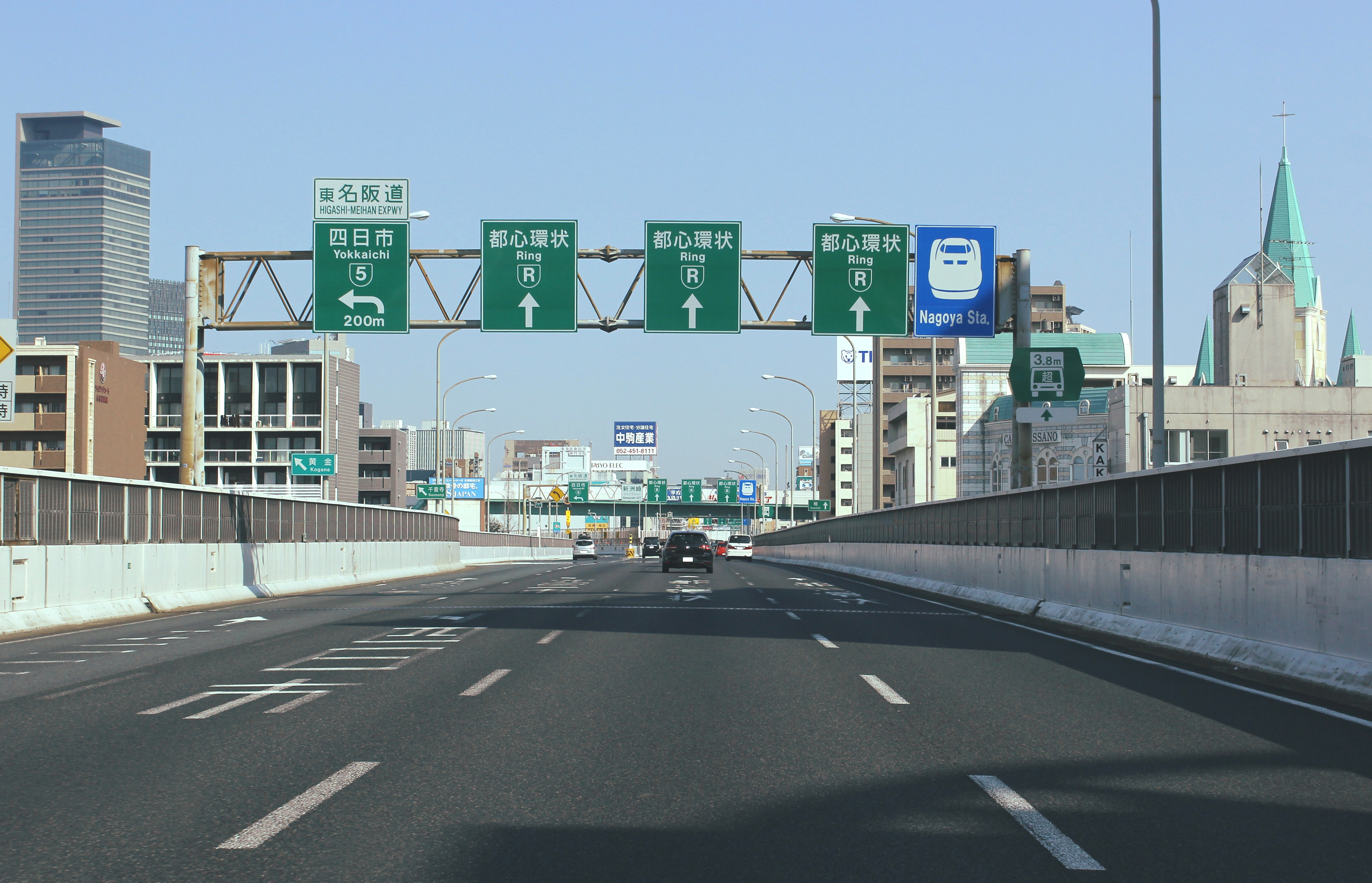
Nagoya-Autobahn

## Sehenswürdigkeiten

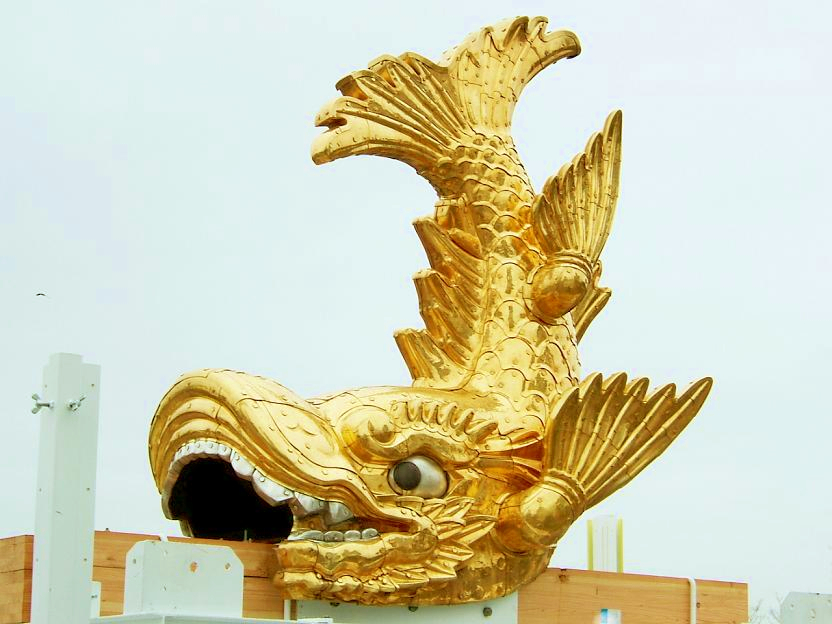
Kin-Shachihoko Statue an der Burg

- Burg Nagoya – ursprünglich von 1609 bis 1612 gebaut, brannte sie während des Zweiten Weltkrieges fast vollständig nieder und wurde 1959 teilweise wiedererrichtet.
- Fernsehturm Nagoya
- Atsuta-Schrein – bekannt als der zweit-bedeutendste kaiserliche Schrein Japans. Neben mehr als 4000 archäologischen und historischen Objekten zur Geschichte des Landes beherbergt er vermutlich das Kusanagi no mitsurugi (草薙神剣, dt. „göttliches Schwert Kusanagi“), eine der drei kaiserlichen Regalien.
- Tokugawa-Kunstmuseum
- Shirotori-Park
- Higashiyama Zoo and Botanical Gardens
- Hafen Nagoya
- Aichi Prefectural Museum of Art im Aichi Arts Center mit japanischer und ausländischer Kunst ab dem 20. Jahrhundert
- Nagoya City Art Museum
- Eisenbahnmuseum (リニア・鉄道館, englisch SCMAGLEV and Railway Park)

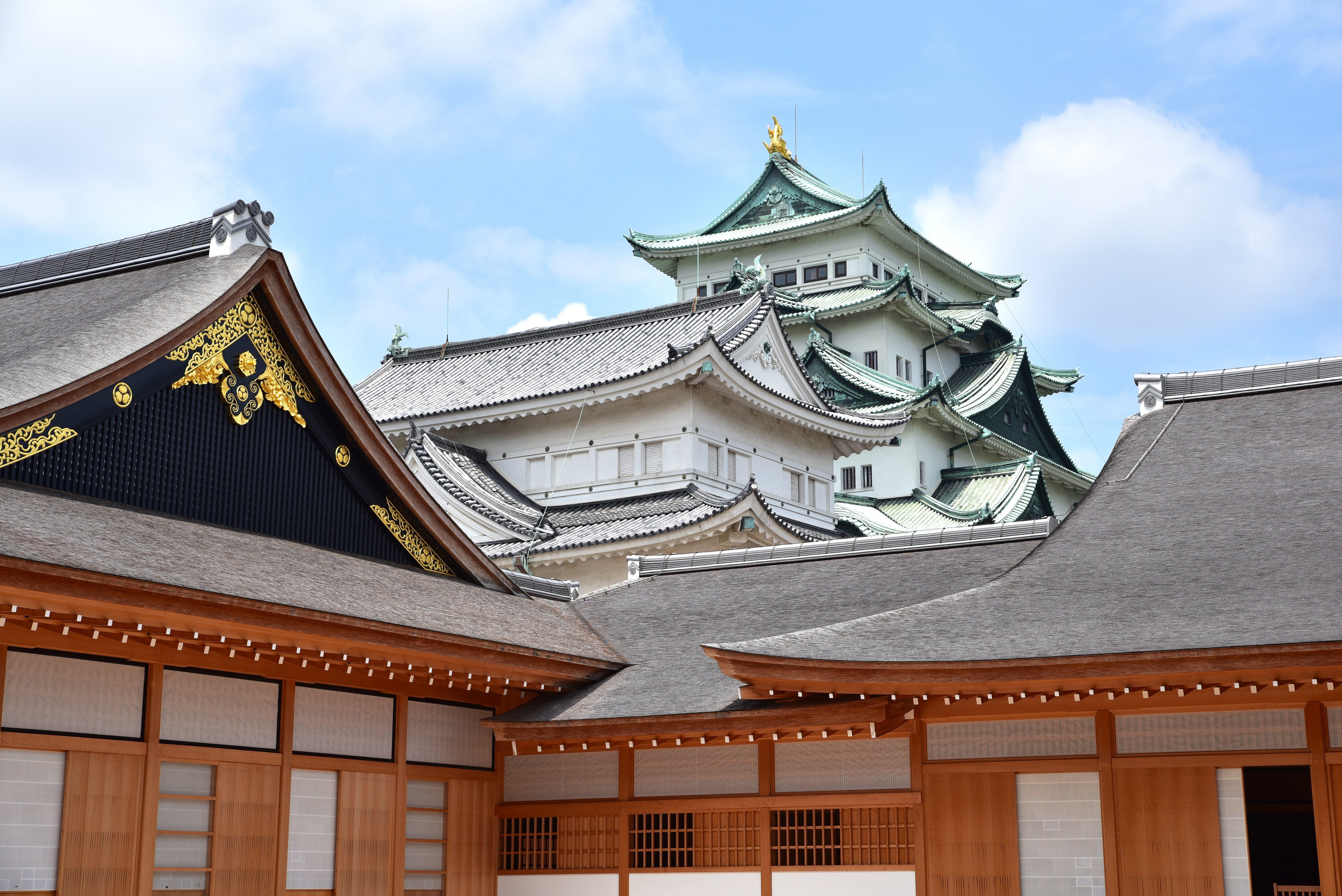
Burg Nagoya
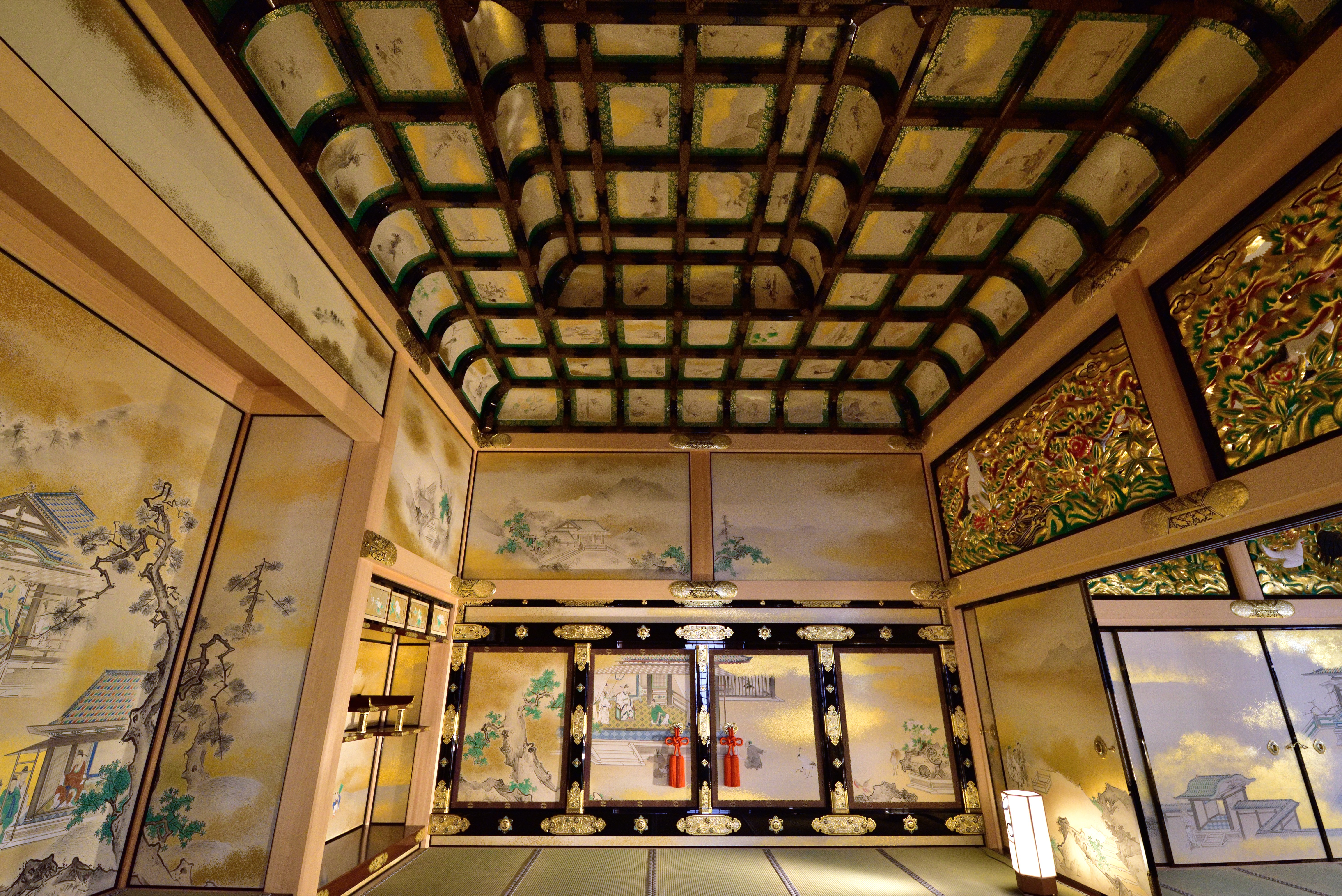
Hommaru-Palast (Burg Nagoya)
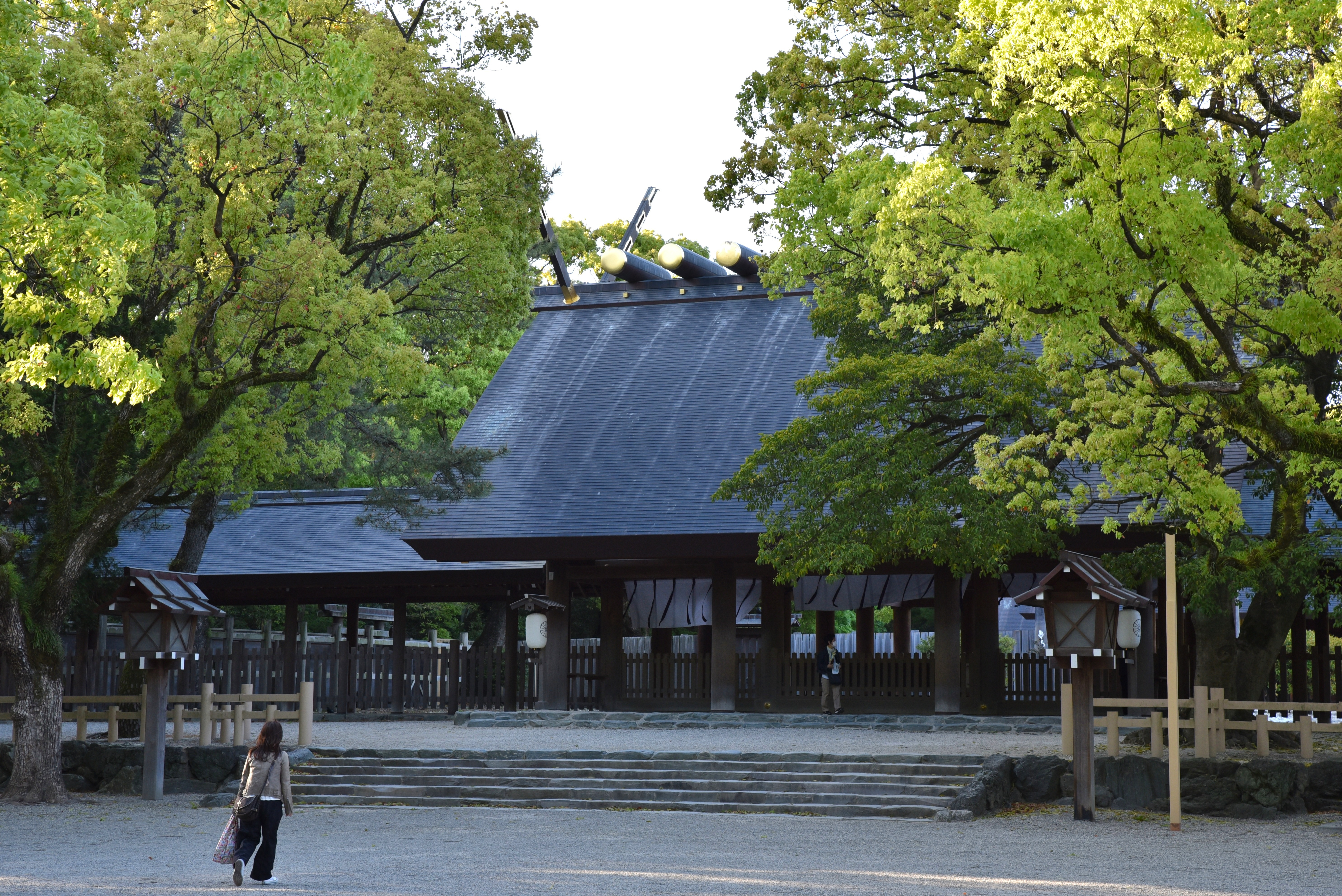
Atsuta-Schrein
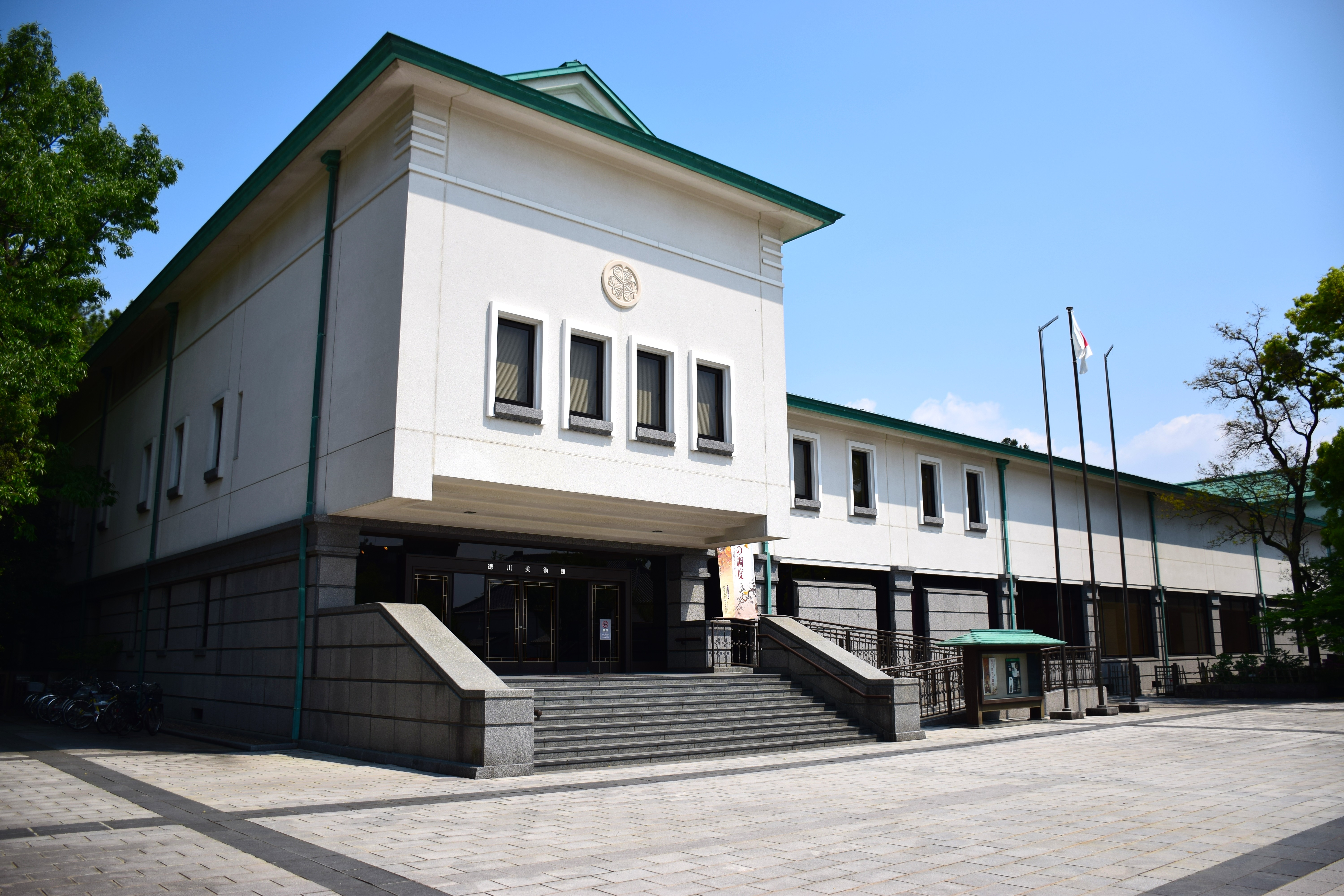
Tokugawa-Kunstmuseum
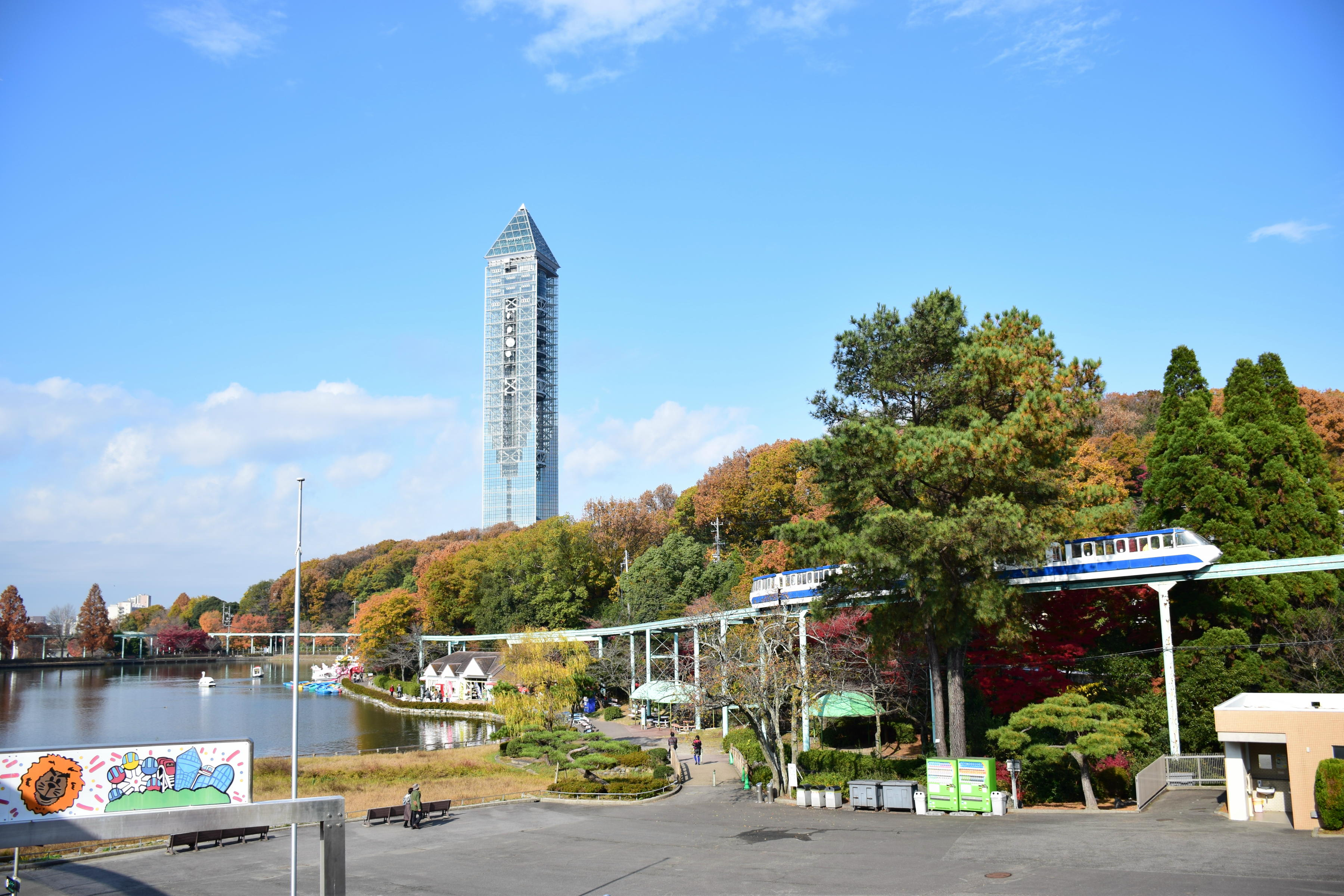
Higashiyama-Park mit Zoo
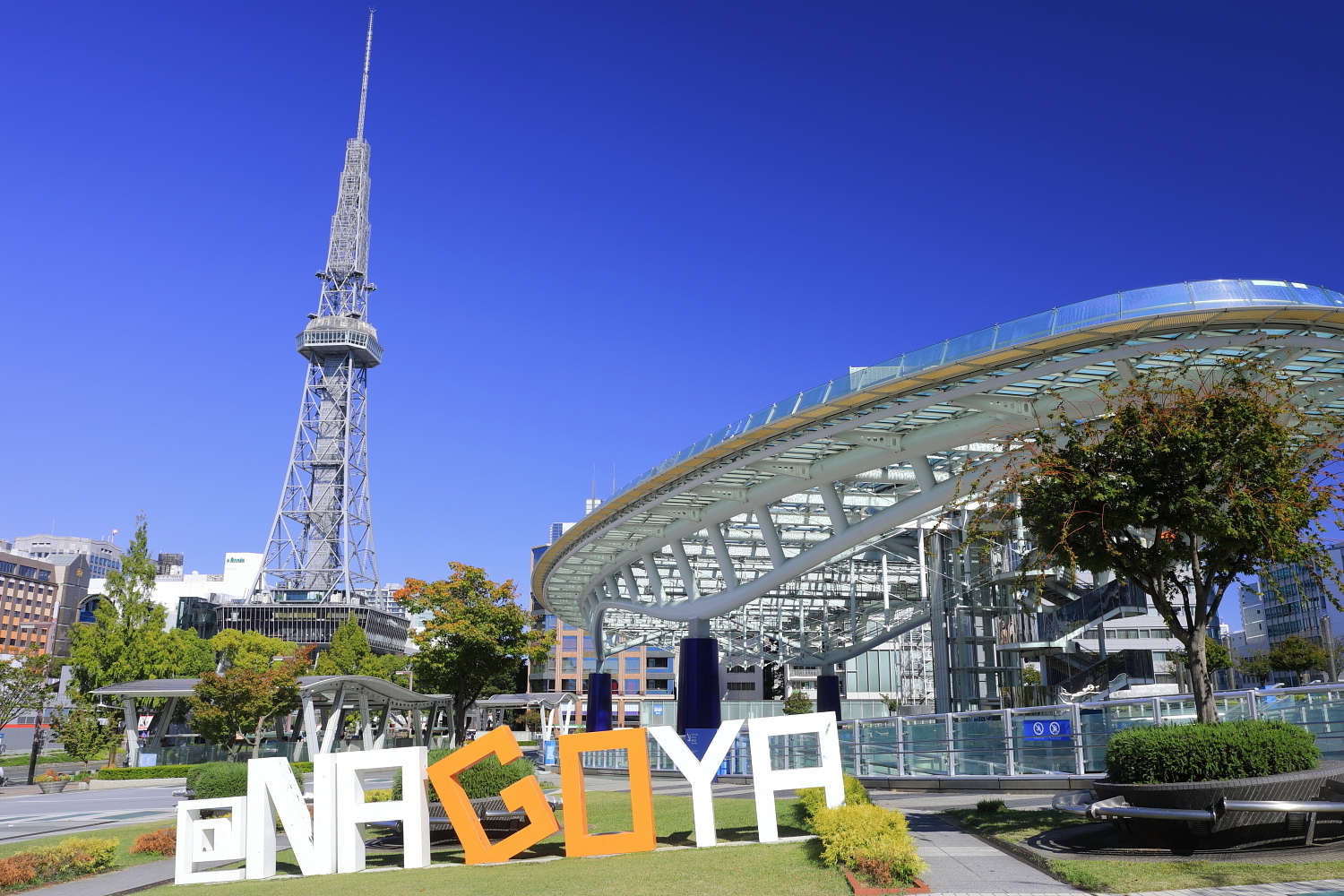
Fernsehturm Nagoya & Oasis 21
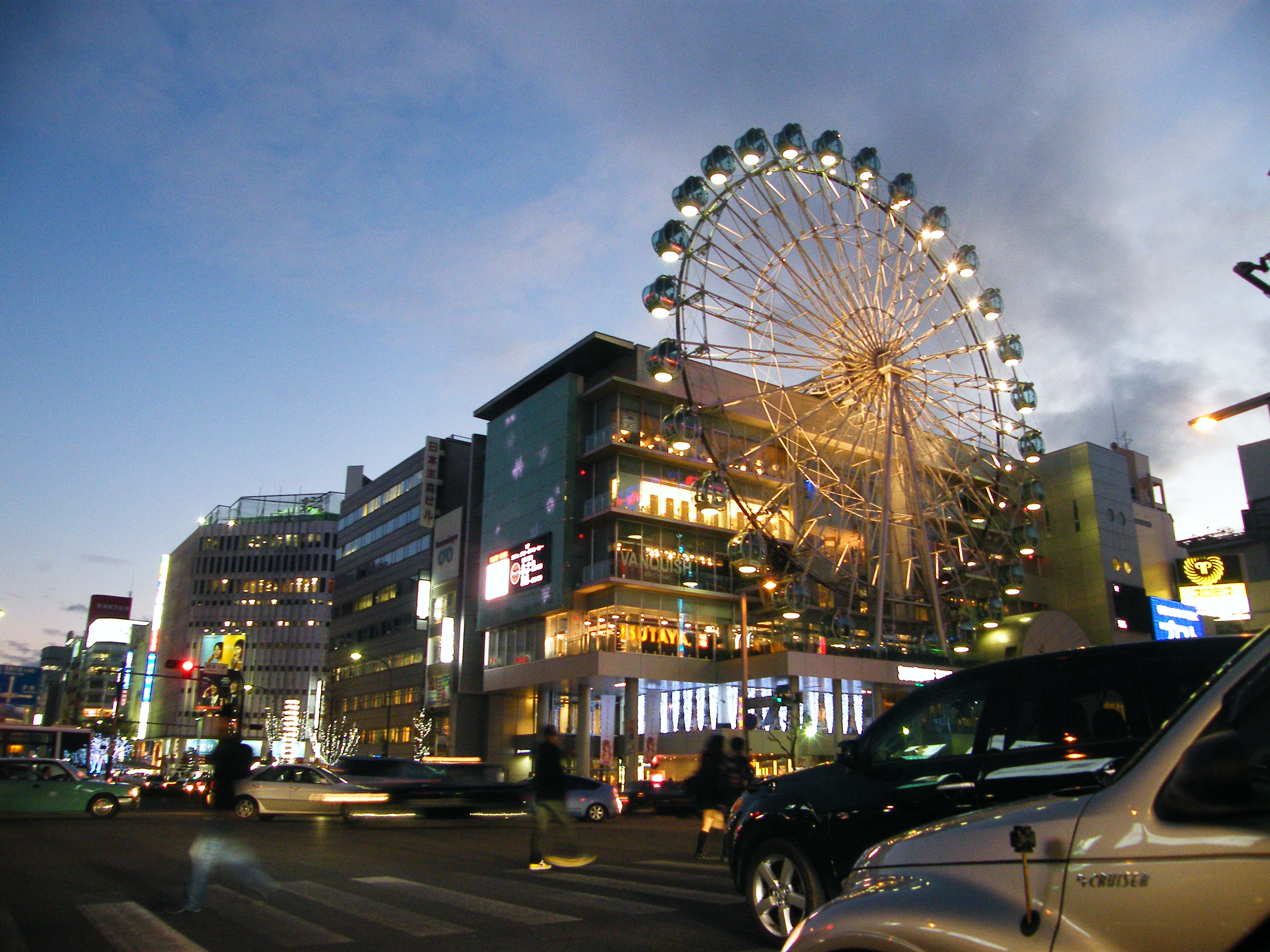
SKE48
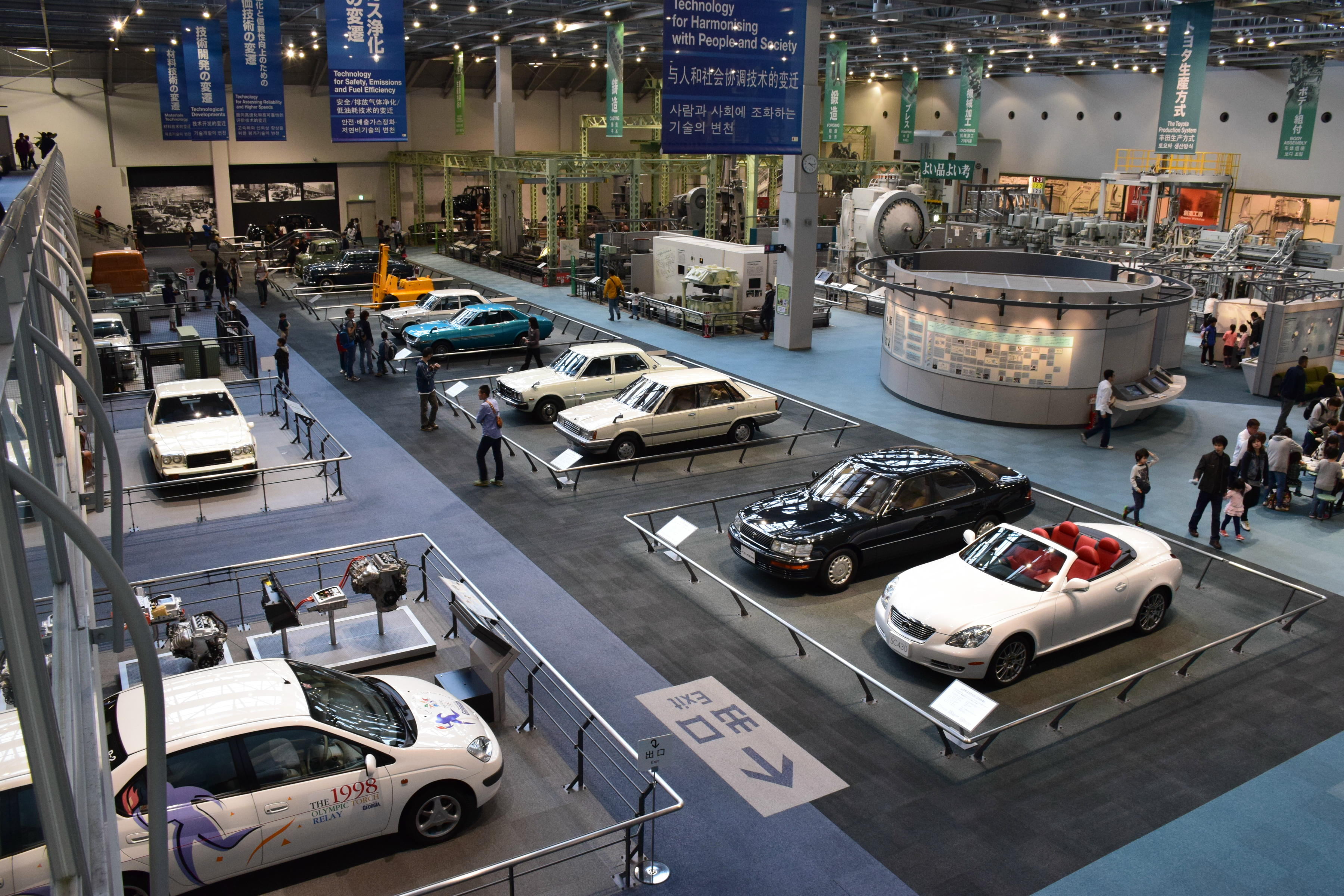
Toyota Gedenk-Museum für Industrie und Technologie
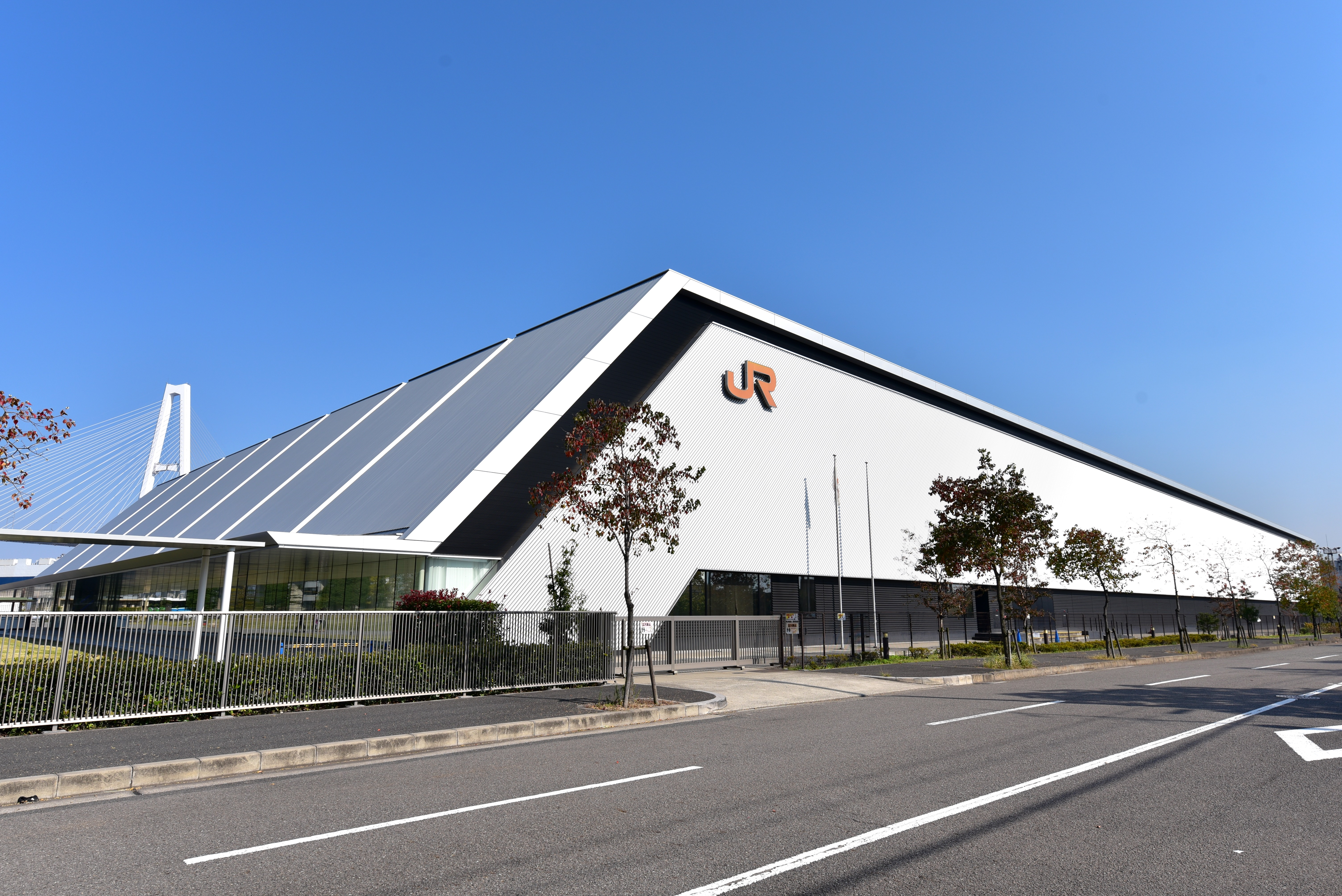
Eisenbahnmuseum
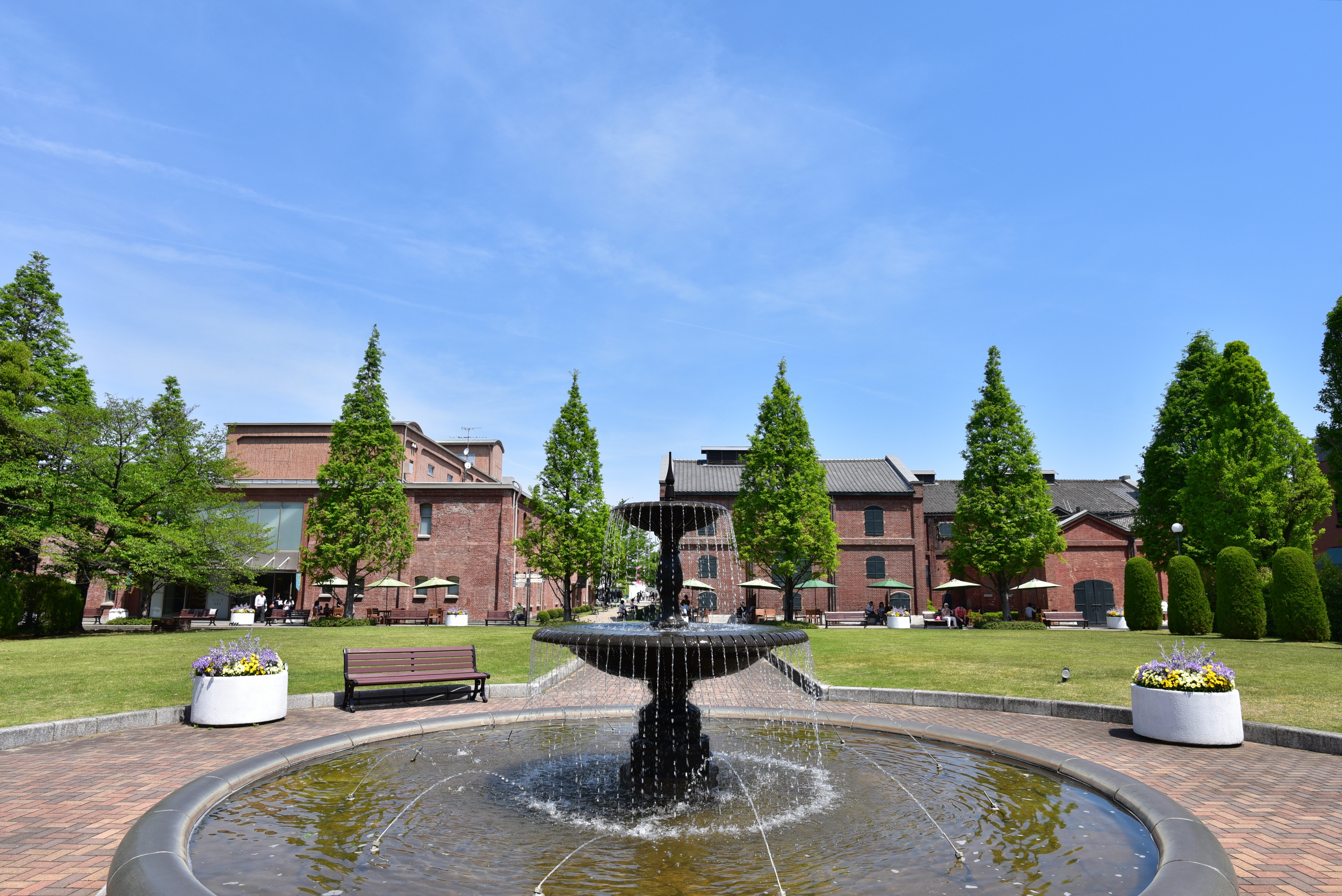
Noritake-Garten
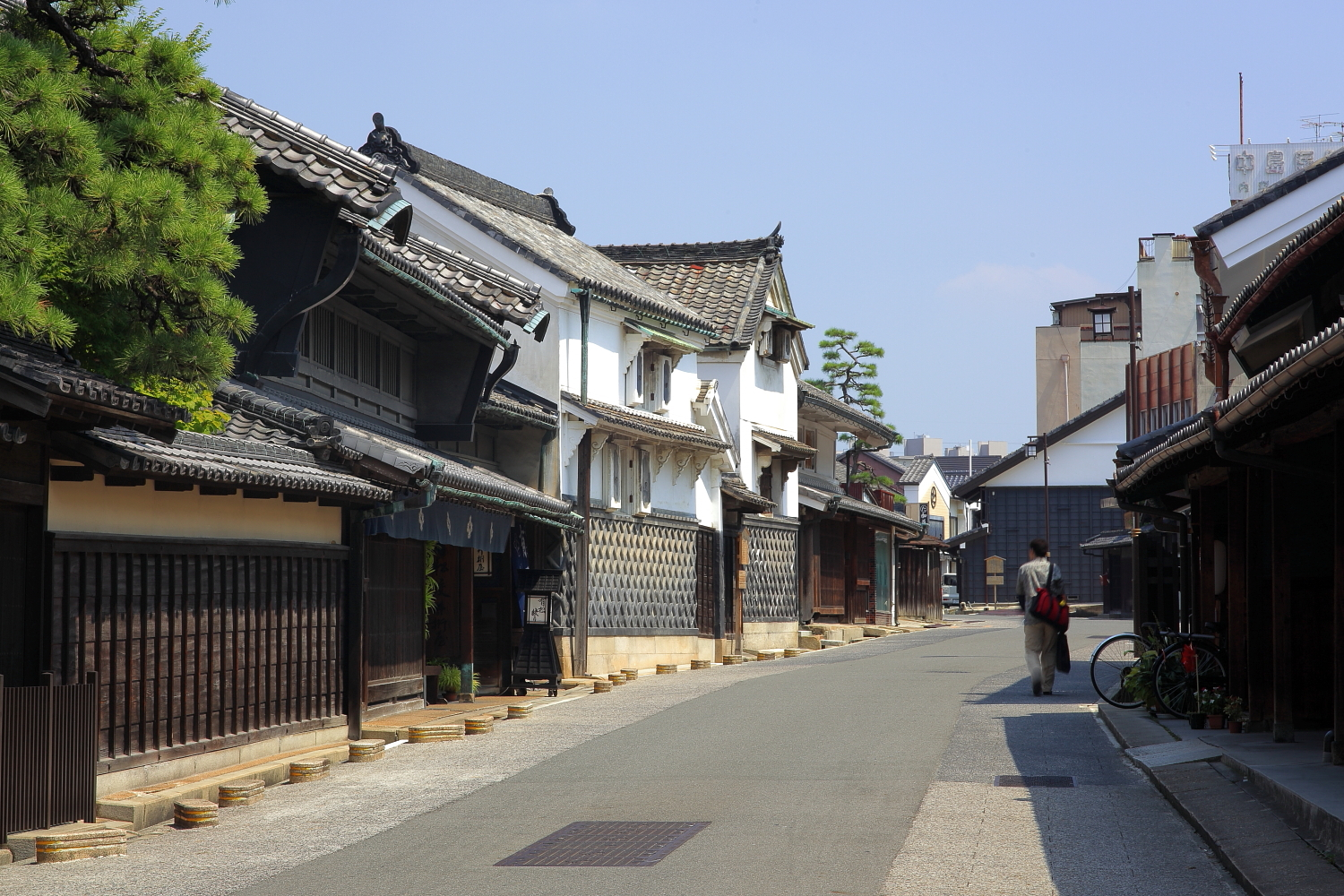
Arimatsu
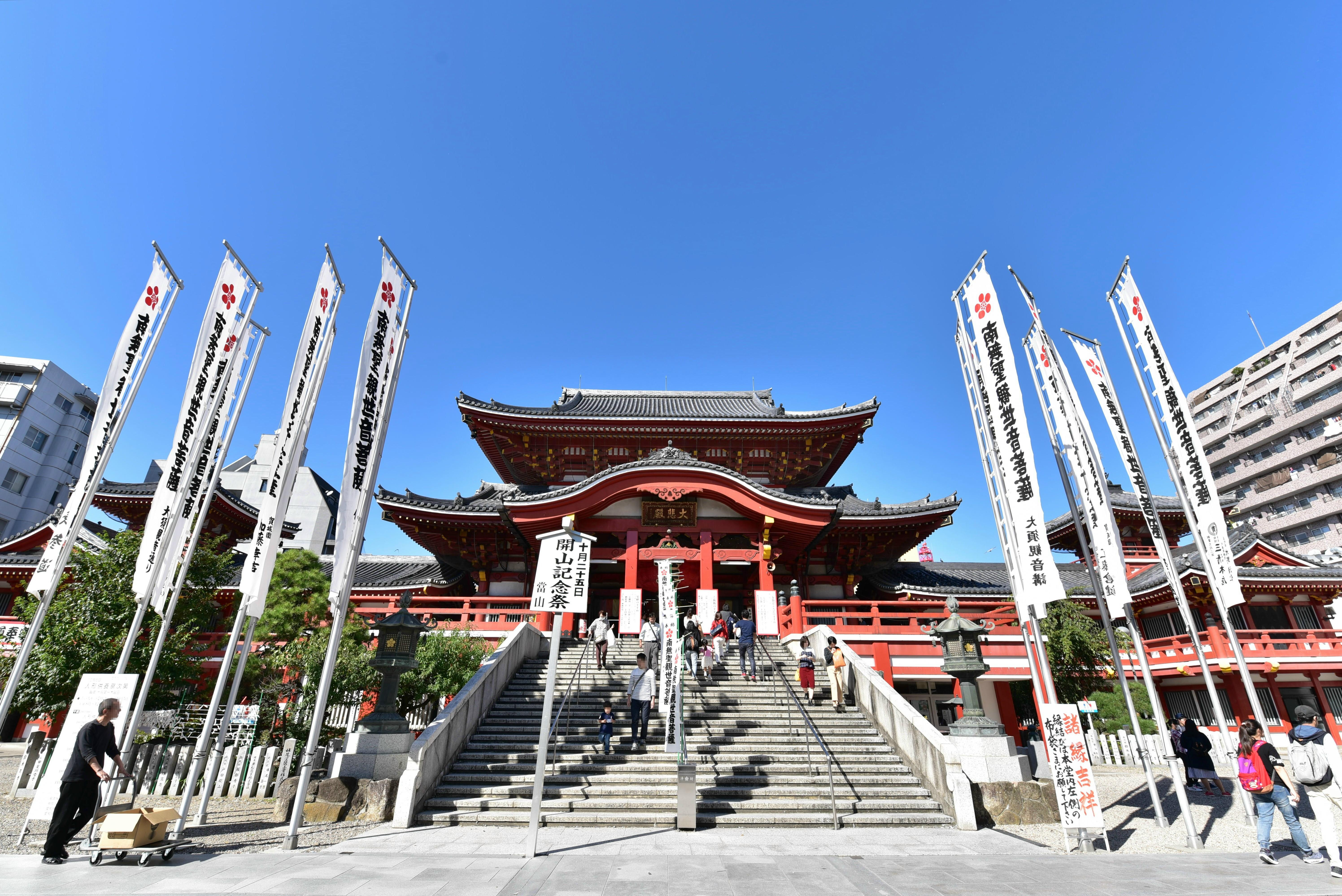
Ōsu Kannon
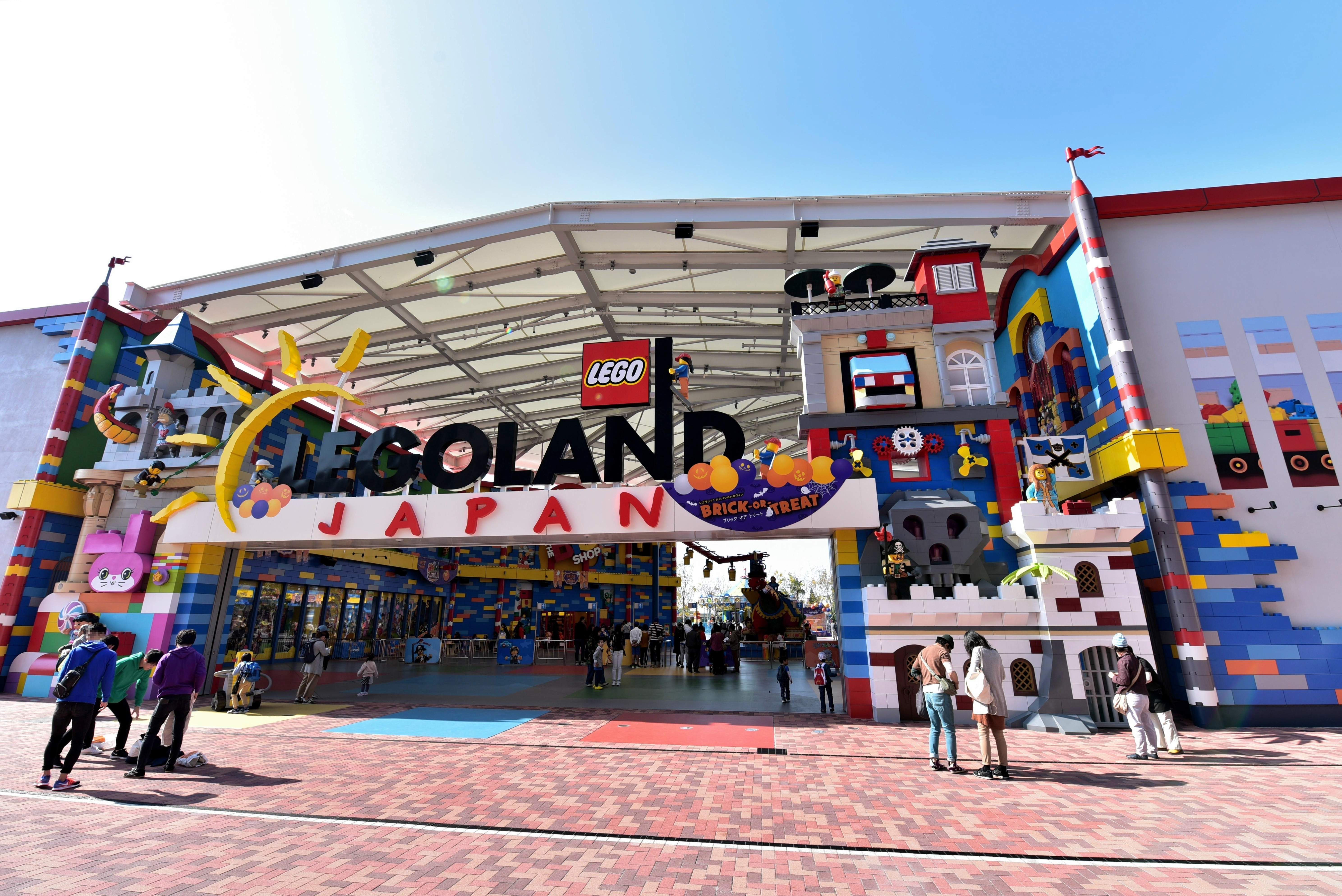
Legoland Japan Resort
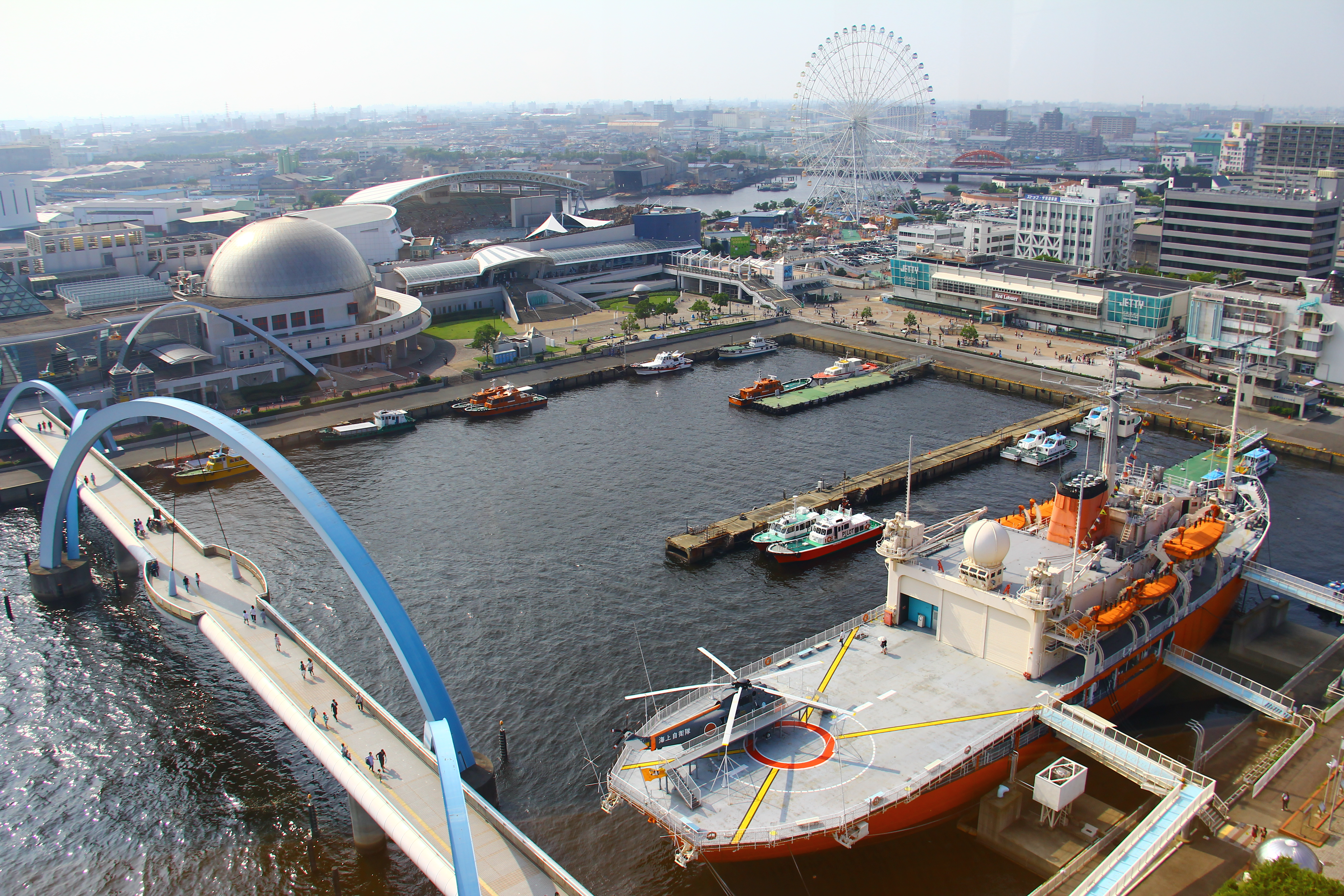
Hafen Nagoya & Aquarium
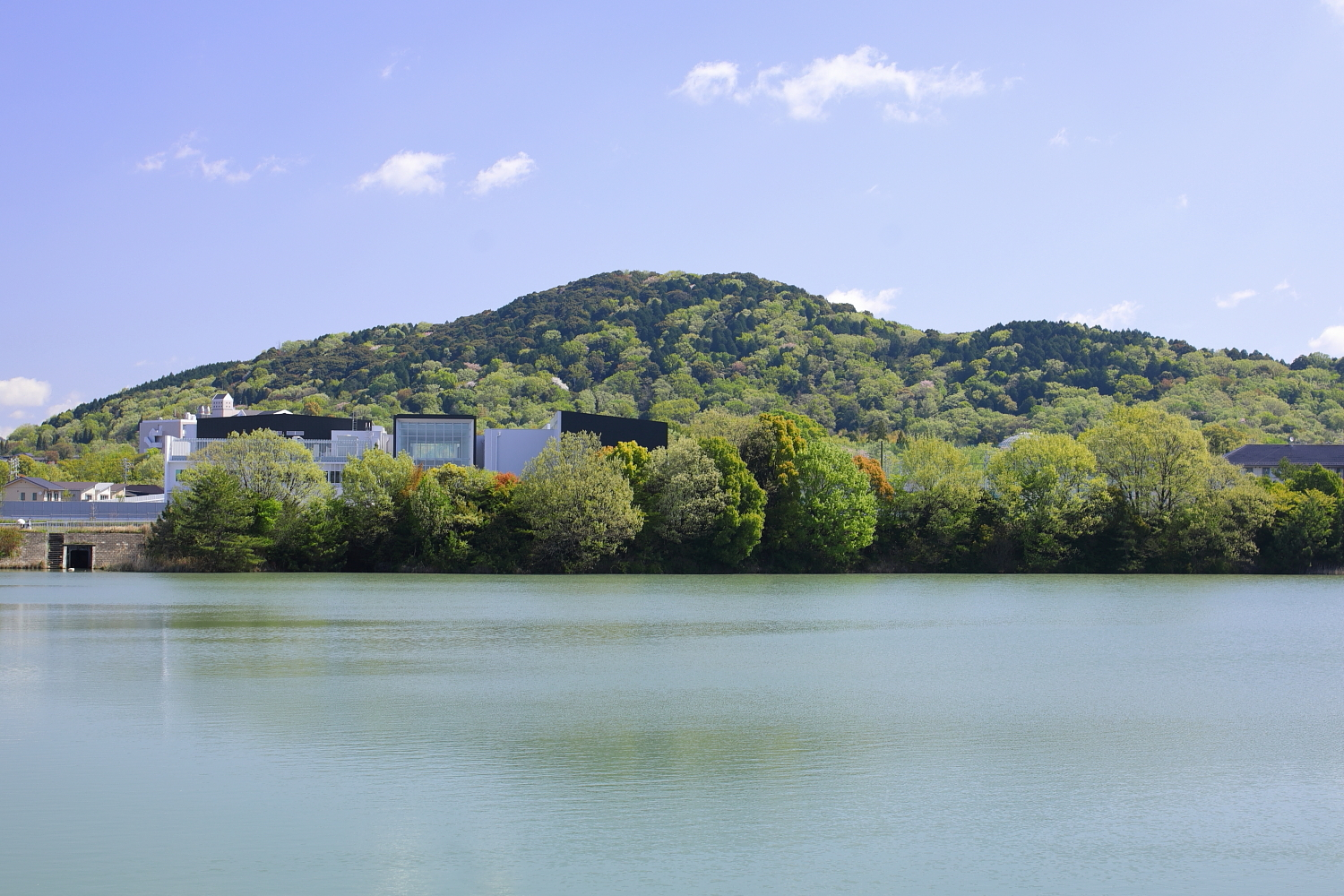
Mount Togoku

## Kultur

### Sport
Nagoya ist die Heimat des Fußballvereins Nagoya Grampus Eight aus der J. League, dessen Spiele im Paloma Mizuho Stadium ausgetragen werden.
Nagoya ist die Heimat des Baseballvereins Chūnichi Dragons, dessen Spiele im Nagoya Dome ausgetragen werden.
Daneben ist Nagoya Veranstaltungsort des Nagoya-Frauenmarathons.